# Cathédrale Saint-Gervais-et-Saint-Protais de Soissons
Pour les articles homonymes, voir Église Saint-Gervais-Saint-Protais et Église Saint-Gervais.
La basilique-cathédrale Saint-Gervais-et-Saint-Protais de Soissons est une cathédrale catholique de style gothique classique située à Soissons dans le département français de l'Aisne en région Hauts-de-France, à 99 km au nord-est de Paris.
Elle a été érigée en basilique mineure le 10 mars 1857. C'est l'unique cathédrale du diocèse de Soissons, Laon et Saint-Quentin, l'ancienne cathédrale Notre-Dame de Laon n'ayant pas le titre de cocathédrale. Elle fait partie de la paroisse Saint-Sixte, confiée à la Communauté Saint-Martin depuis 2011.

## Histoire

### Les premières cathédrales
C'est au IVe siècle que débute l'histoire du diocèse de Soissons, à la suite de l'évangélisation du Soissonnais par les saints Sixte et Sinice, premiers évêques de Soissons. L'emplacement de la première cathédrale reste inconnu à ce jour. Plusieurs hypothèses existent dont celle d'une localisation au sein de l'ancienne abbaye Saint-Crépin-le-Grand, et celle d'une localisation sur le site de l'actuelle cathédrale. En 815, la deuxième cathédrale est consacrée par Rothade (évêque de Soissons de 814 à 831) sous le patronage des saints Gervais et Protais. Elle semblait se trouver à l'emplacement de la cathédrale actuelle. Cette cathédrale carolingienne subit en 948 des dommages dus à l'incendie de son cloître par les troupes d'Hugues le Grand, alors en conflit avec l'évêque Gui de Soissons qui lui avait retiré son soutien à la suite de son excommunication par l'archevêque Artaud de Reims. L'étendue des dégâts sur la cathédrale est inconnue, bien qu'il ne semble pas y avoir besoin de la reconstruire.

### La cathédrale actuelle
La construction de l'actuelle cathédrale de Soissons, la troisième dans l'histoire, commence en 1176 sous l'épiscopat de Nivelon de Quierzy et se poursuit durant trois siècles. La célébration de la dédicace par l'évêque Jean Milet a lieu le 25 avril 1479.

#### Une construction desXIIeetXIIIesiècles
Les travaux de l'actuelle et troisième cathédrale semblent avoir débuté à la fin du XIe siècle, mais sur un mode fort mineur, et ce n'est qu'au milieu du XIIe siècle que débute le chantier d'envergure, grâce à l'action de trois évêques : Josselin de Vierzy (1126–1152), Anscoul de Pierrefonds (1152–1158) et Nivelon de Quierzy (1176–1207) qui, dès 1176, avait légué au chapitre cathédral un terrain afin de construire le bras sud du transept, lequel constitue la partie la plus ancienne de l'édifice et se termine par une abside arrondie. À l'inverse du reste de la cathédrale, ce bras de transept a une élévation à quatre étages ou niveaux, et non trois. Datant de la fin du XIIe siècle, il doit être considéré comme un pur chef-d'œuvre du premier âge gothique.
En 1190, est fondée la chapelle Saint-Jacques à l'étage de la chapelle orientée du bras sud. À cette date devaient donc être élevés les deux premiers niveaux, grandes arcades et tribunes du transept. Rapidement le chantier a dû se déplacer dans la croisée du transept, à l'extrémité de la nef actuelle, et dans le chœur. En 1193 au plus tard, le doyen Guillaume donne cinq marcs d'argent pour la construction de la corona, ce terme pouvant désigner aussi bien l'abside avec déambulatoire du chœur que le lustre circulaire surmontant l'autel. Quoi qu'il en soit, cette indication prouve que la construction du chœur était au moins programmée dès le début des années 1190, c'est-à-dire avant la cathédrale de Chartres.
Pour cette partie de la cathédrale, la plus novatrice, le chapitre avait bénéficié des recettes liées à la possession toute récente de plusieurs reliques prestigieuses données à sa cathédrale par Nivelon de Quierzy après la quatrième croisade, où la prise de Constantinople par les croisés les avait mis en possession des trésors de la ville impériale. Le chapitre put utiliser une partie des sommes versées par les fidèles venus en masse vénérer les reliques, pour l'achèvement du chœur. Le chœur de la cathédrale, très vaste et lumineux, est donc construit entre 1197 et 1212.
En 1212, non seulement le chœur est achevé, mais aussi la croisée, les arcades et le triforium de la dernière travée de la nef, ainsi que les deux bras du transept, le bras sud qui est conservé, et un bras nord, vraisemblablement symétrique, remplacé ultérieurement par le bras actuel. Un mur provisoire isolait la croisée de la nef encore en chantier. La nef à collatéraux nord et sud date des années 1212 à 1230. La façade occidentale de l'édifice date du milieu du XIIIe siècle.
La reconstruction du bras nord du transept est achevée dans le dernier quart du XIIIe siècle et terminée au début du siècle suivant par la construction de sa superbe verrière dotée d'une rosace.
Simultanément, la construction de la tour sud de la façade occidentale, inspirée de celles de Notre-Dame de Paris, avance, mais très lentement, d'autant plus que les travaux se retrouvent au point mort au milieu du XIVe siècle à cause de la Guerre de Cent Ans.

#### Pillage et restauration de la cathédrale auxXVesiècleav. J.-C.,XVIeetXVIIIesiècles
En 1414 les Bourguignons assiègent la ville et laissent les habitants de Soissons s'emparer des pierres du chantier pour réparer leurs maisons endommagées. Tant et si bien qu'en définitive la tour sud ne recevra jamais la flèche initialement prévue. Plus grave encore, la cathédrale sera privée définitivement de sa tour nord par manque d'argent.
Le 25 avril 1479, l'évêque Jean Milet procède à la dédicace de la cathédrale dans un édifice inachevé. Cette date est considérée comme la fin de la période de construction du sanctuaire.
En 1567–1568, les huguenots occupent Soissons et vandalisent l'édifice : le mobilier est brûlé, les vitraux directement accessibles brisés, le trésor pillé, le petit clocher qui s'élevait à la croisée du transept est renversé et la statuaire des portails est gravement endommagée. L'édifice est réparé grâce à la libéralité de l'évêque Charles de Roucy qui cède à cet effet les revenus de son évêché pendant trois ans, le clergé des cathédrales voisines de Laon et Reims participent à cette entreprise.
De nouvelles stalles sont commandées en 1569, des grandes orgues sont livrées en 1628. Un nouveau jubé est élevé sur les fondations de l'ancien, c.-à-d. entre les piliers orientaux de la croisée : il est l'œuvre de Paul Le Grand, Liénard et Henri Gentillâtre de Reims.
Au XVIIIe siècle, la cathédrale reçoit de nouvelles chapelles, celle dédiée au Sacré-Cœur sur le flanc sud de la nef et deux chapelles construites sur le flanc nord dédiées l'une à saint-Paul et l'autre à saint-Augustin. Le décor et le mobilier du chœur sont renouvelés entre 1767 et 1775 sous la direction d'Antoine Fourest, un artiste local, en suivant les plans établis par le sculpteur Michel-Ange Slodtz, décédé en 1764.

#### Les destructions de la Révolution et de l'Empire
À l'époque de la Révolution française la cathédrale subit de nouvelles dégradations. Elle est fermée une première fois en 1793 et à nouveau en 1796. En 1798, les théophilanthropes détruisent les vestiges de décor, notamment aux portails. Après sa transformation en magasin d'habillement pour l'armée, l'église est rouverte et rendue au culte en 1799 et le premier évêque concordataire, Leblanc de Beaulieu, lance les premières restaurations, malheureusement très mal connues.
Le 13 octobre 1815, une explosion se produit dans le magasin à poudre du bastion proche, endommageant gravement les vitraux du côté sud de la nef, ainsi que ceux de la façade. Ceux du chœur restent relativement épargnés, de même que les verrières du bras nord du transept, qui ne sont que criblés de trous. Une campagne de restauration d'urgence sera mise en place pour tenter de sauver et sécuriser les différents éléments restants.

#### Protection et restauration de l'édifice auXIXesiècle
En 1840, la cathédrale est classée parmi les monuments historiques, ce qui amorce quelques travaux mieux documentés. Les plus visibles à l'extérieur concernent le remplacement des arcs-boutants du bras sud, beaucoup plus légers à l'origine, et l'établissement, sur le modèle de la nef, d'une coursière à la base du toit du chœur, qui en était jusqu'alors dépourvu. À l'intérieur, on procède à la fin du XIXe siècle à un décapage systématique des badigeons anciens, les joints sont systématiquement repris et soulignés, ce qui créa le fâcheux effet de grille, dont le bras nord du transept conserve les traces. Les vitraux feront aussi l'objet d'une restauration entre 1860 et 1890, permettant de remédier aux erreurs des différentes revisites et restaurations précédentes, ayant par moments bouleversé l'organisation iconographique des baies.

#### Première Guerre mondiale, la cathédrale dévastée

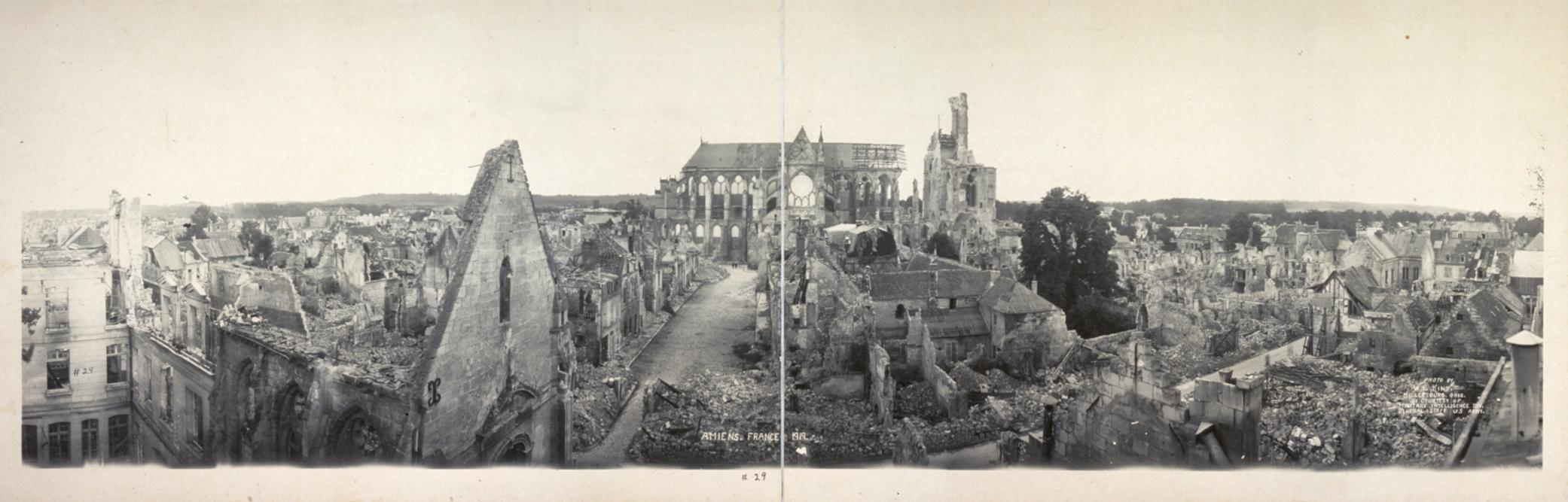
Vue de la cathédrale et de ses abords détruits par la guerre (1919).

Mais l'atteinte à l'intégrité de ce remarquable monument ne s'arrête pas pour autant. À peine restaurée, la cathédrale sert de cible durant les combats de la Première Guerre mondiale. Au sortir des hostilités, la partie supérieure de la tour de façade et les trois premières travées de la nef sont quasiment anéanties. Une longue restauration s'ensuit, confiée à Émile Brunet, Architecte en chef des Monuments Historiques, et terminée en 1937.

#### Dégâts occasionnés par la tempête de janvier 2017
Dans la nuit du 12 au 13 janvier 2017, la rosace de la façade ouest a été éventrée par la force des vents lors de la tempête Egon, ce qui a également entraîné des dégâts sur l'orgue placé derrière la rosace.

## Dimensions

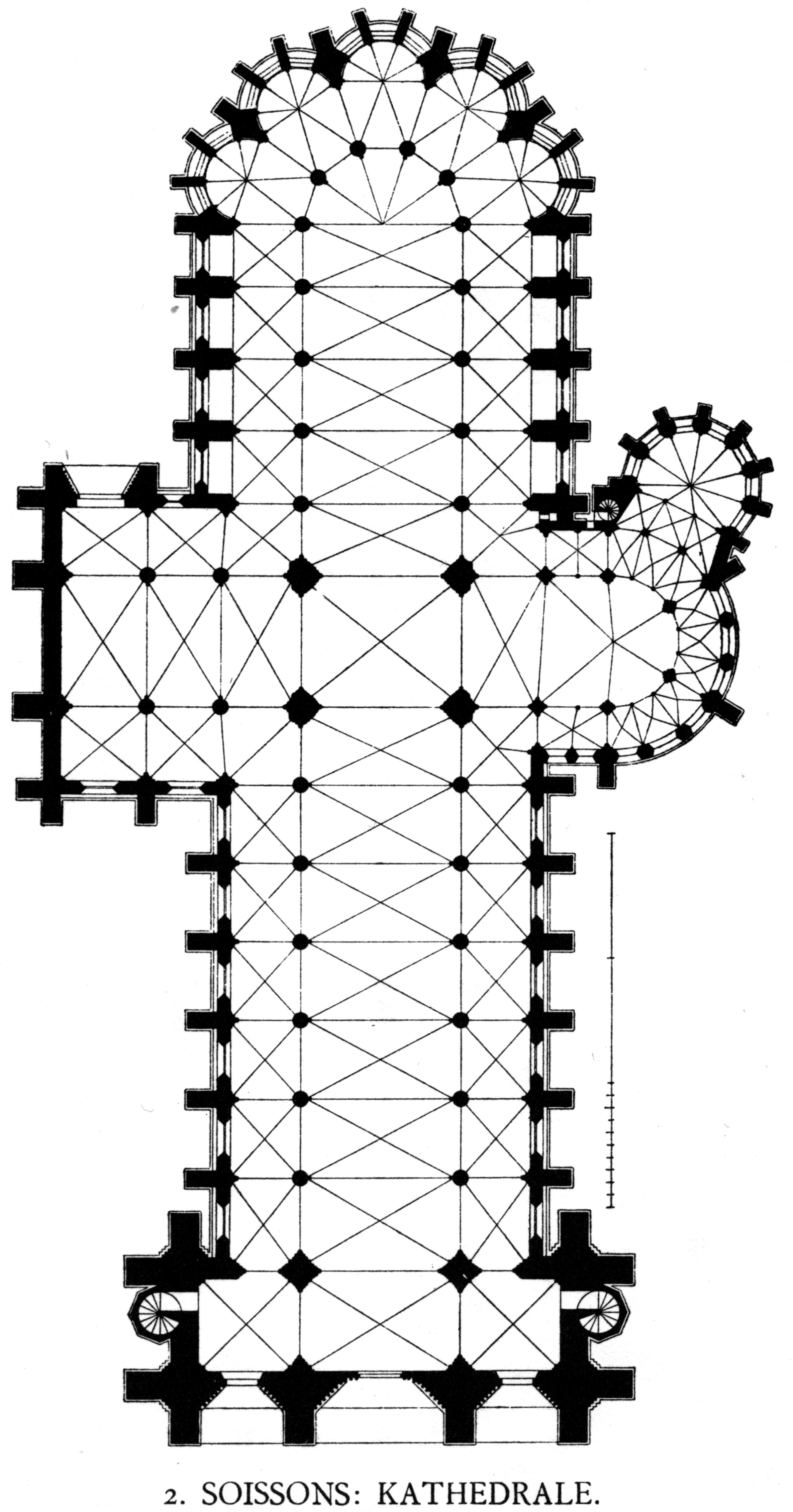
Plan de la cathédrale de Soissons.

- La cathédrale a une longueur extérieure de 116 m, ce qui la classe parmi les grandes cathédrales gothiques de France (cathédrale Notre-Dame de Reims : 149,17 m, cathédrale Notre-Dame d'Amiens : 145 m, cathédrale Notre-Dame de Paris : 130 m) ;
- Largeur extérieure de la nef : 26 m sans les chapelles latérales des travées 5 et 6 ;
- Largeur totale de la façade occidentale, contreforts latéraux compris : 38 m ;
- Largeur de la façade sans les contreforts latéraux : 32 m ;
- Largeur intérieure du vaisseau central : 11,5 m ;
- Taille des travées barlongues de la nef : 11,5 × 6 m ;
- Taille des travées des collatéraux : 5 × 6 m ;
- Largeur intérieure totale de la nef : 21,5 m ;
- Longueur intérieure du croisillon sud du transept : 13 m ;
- Longueur intérieure du croisillon nord : 11,5 m ;
- Longueur intérieure du transept : 46 m ;
- Largeur du transept sans ses collatéraux : 10 m ;
- Diamètre nord-sud des piliers de la croisée du transept : 2,9 m ;
- Hauteur sous voûte du chœur : 31 m. (Notre-Dame de Paris : 33,5 m) ;
- Hauteur sous voûte du croisillon nord du transept : 31 m ;
- Hauteur sous voûte du croisillon sud du transept : 23 m. (Paris : 33,5 m) ;
- Hauteur de la tour : 66 m. (Notre-Dame de Paris : 69 m).

## Matériaux de construction
La cathédrale est essentiellement construite en calcaire lutétien datant d'environ 45 Ma, extrait dans le Soissonnais. Cette pierre de bonne qualité est typique de la zone des sédiments du Tertiaire de la région parisienne. Soissons se trouve au centre d'un important bassin carrier dont les pierres ont contribué à construire la ville de Paris, certaines carrières souterraines sont encore en activité de nos jours.

## Extérieur

### La façade occidentale
La façade occidentale comporte trois niveaux. Elle est totalement dissymétrique, la tour nord prévue au départ n'ayant jamais été construite elle a de ce fait laissé un grand vide. De même, deux très hautes flèches devaient surmonter les tours, mais comme pour de nombreuses cathédrales françaises elles n'ont également pas été construites. À la base de la façade, on retrouve les trois portails traditionnels. Mais ceux-ci, ravagés par le vandalisme des huguenots, puis par des réfections désastreuses menées au XVIIIe siècle par l'un ou l'autre restaurateur incompétent non respectueux du gothique, et enfin par les révolutionnaires, ont perdu leurs gâbles et toute statuaire et ornement. Les portails d'origine avaient des porches surmontés de grands gâbles, comme à Amiens et à Reims. Ils devaient être semblables par leur style à ceux de l'abbaye Saint-Jean-des-Vignes mais avec plus d'ampleur et ornés de nombreuses statues. Malgré ces manques graves, cette façade montre une grande harmonie dans sa composition, elle permet d'imaginer la splendeur et l'élégance du projet d'origine.
Au-dessus de l'étage des portails, on trouve, au centre, une rosace soulignée par un grand arc brisé. De chaque côté de cette rosace, sous l'emplacement des tours, se trouvent deux grandes baies géminées surmontées chacune d'un oculus à six lobes. Au sommet de la façade, au centre, une galerie ornée d'arcatures géminées devait relier les deux tours.
Quatre puissants contreforts très marqués divisent verticalement l'édifice. Ils sont destinés à assurer la stabilité tant de la façade que des deux tours initialement prévues. Ils ont notamment permis à la tour de résister lors des combats de la Première Guerre mondiale, bien qu'elle ait été endommagée au sommet par des tirs d'artillerie.

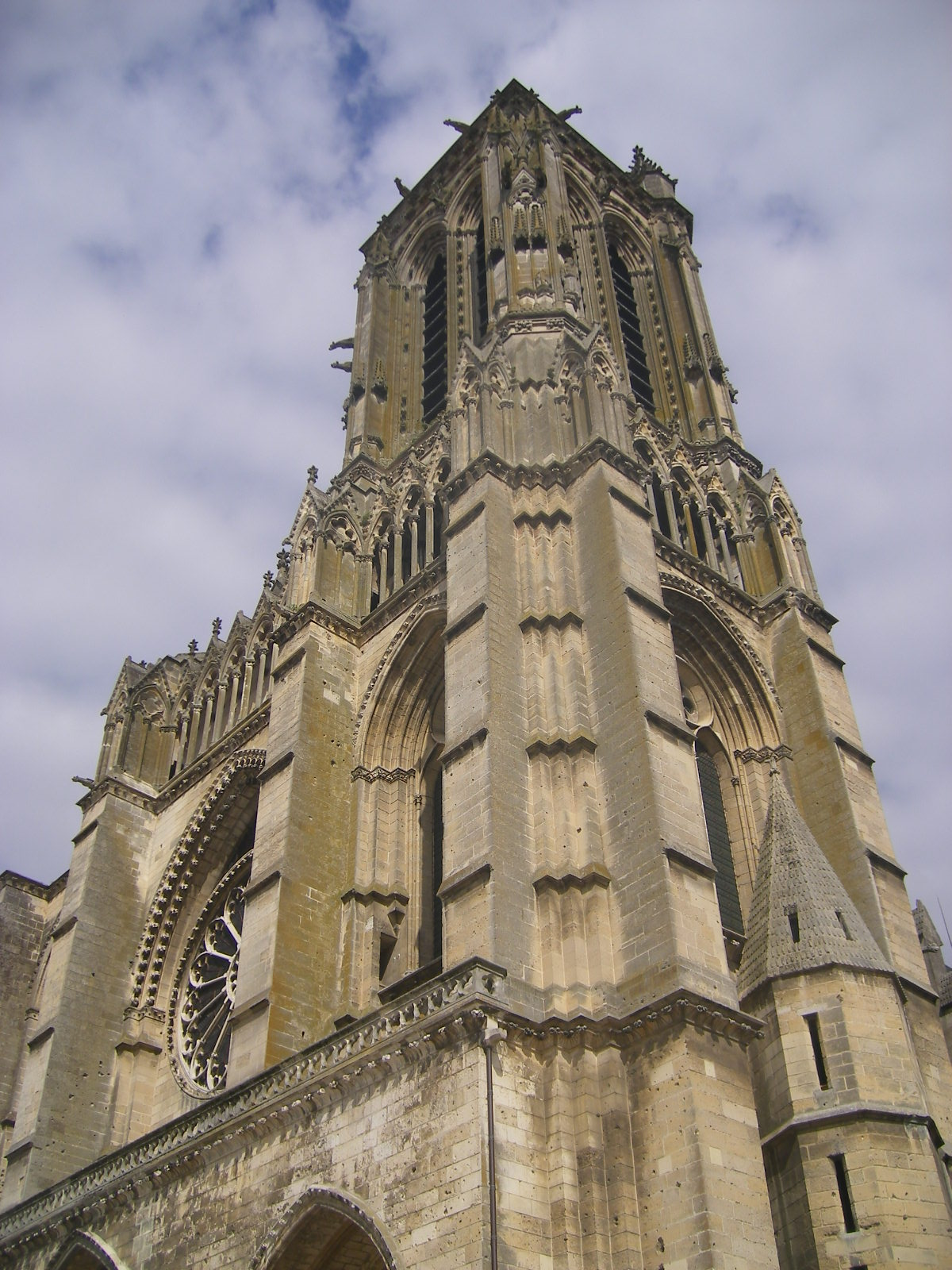
La tour de la cathédrale de Soissons est à peu près de même hauteur que les deux tours de façade de Notre-Dame de Paris.
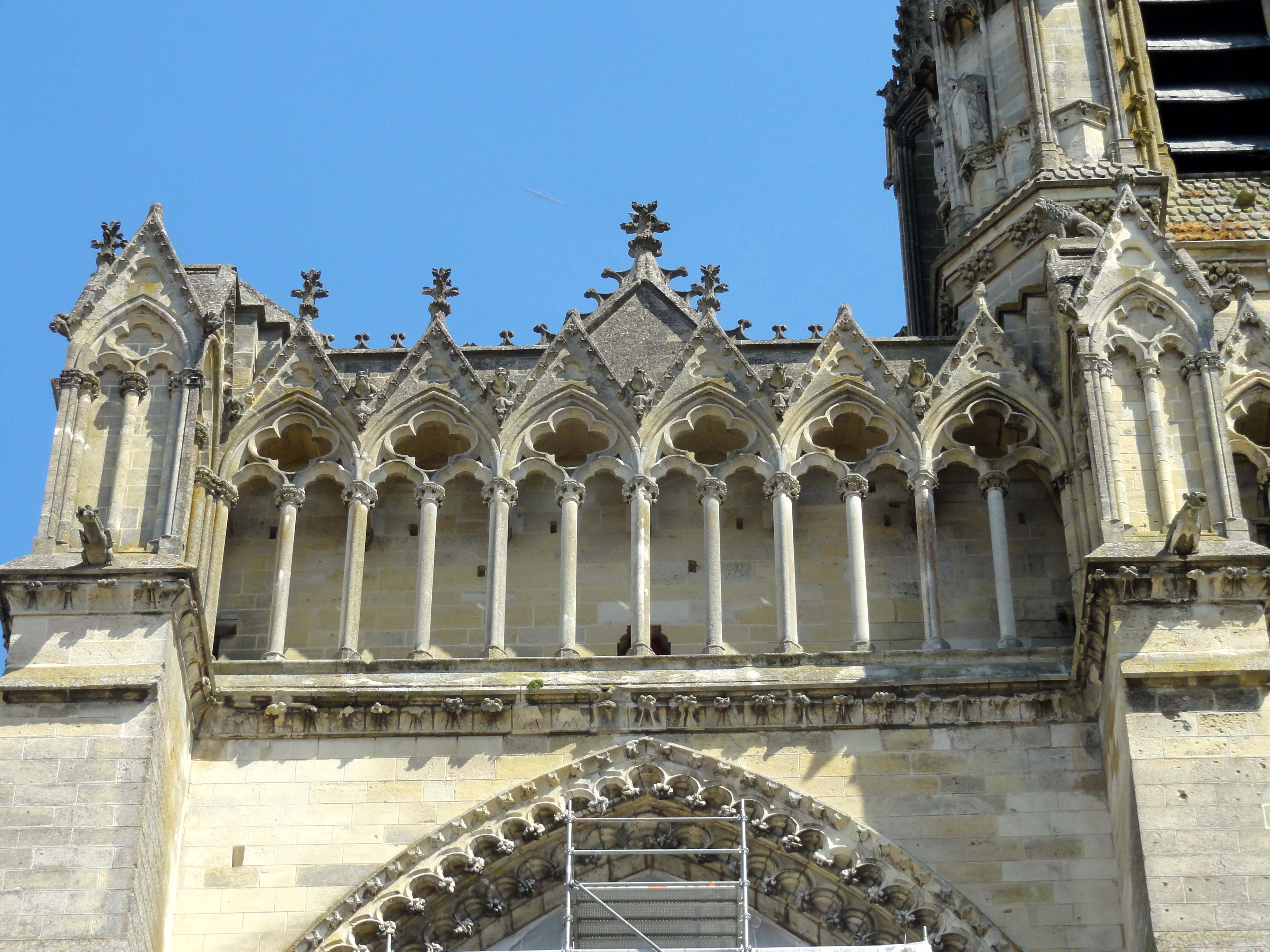
Galerie centrale de la façade occidentale.
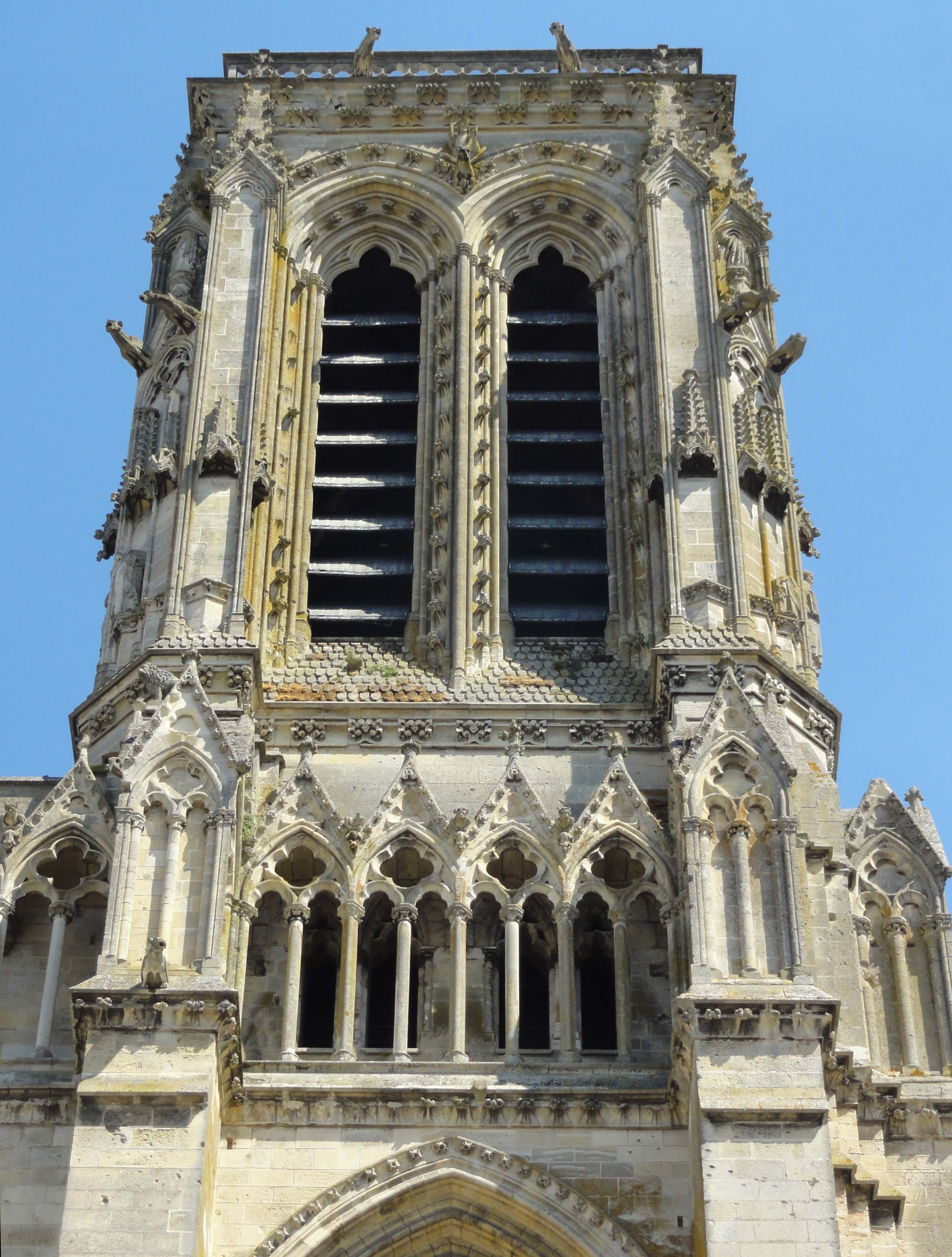
Côté occidental de la tour.
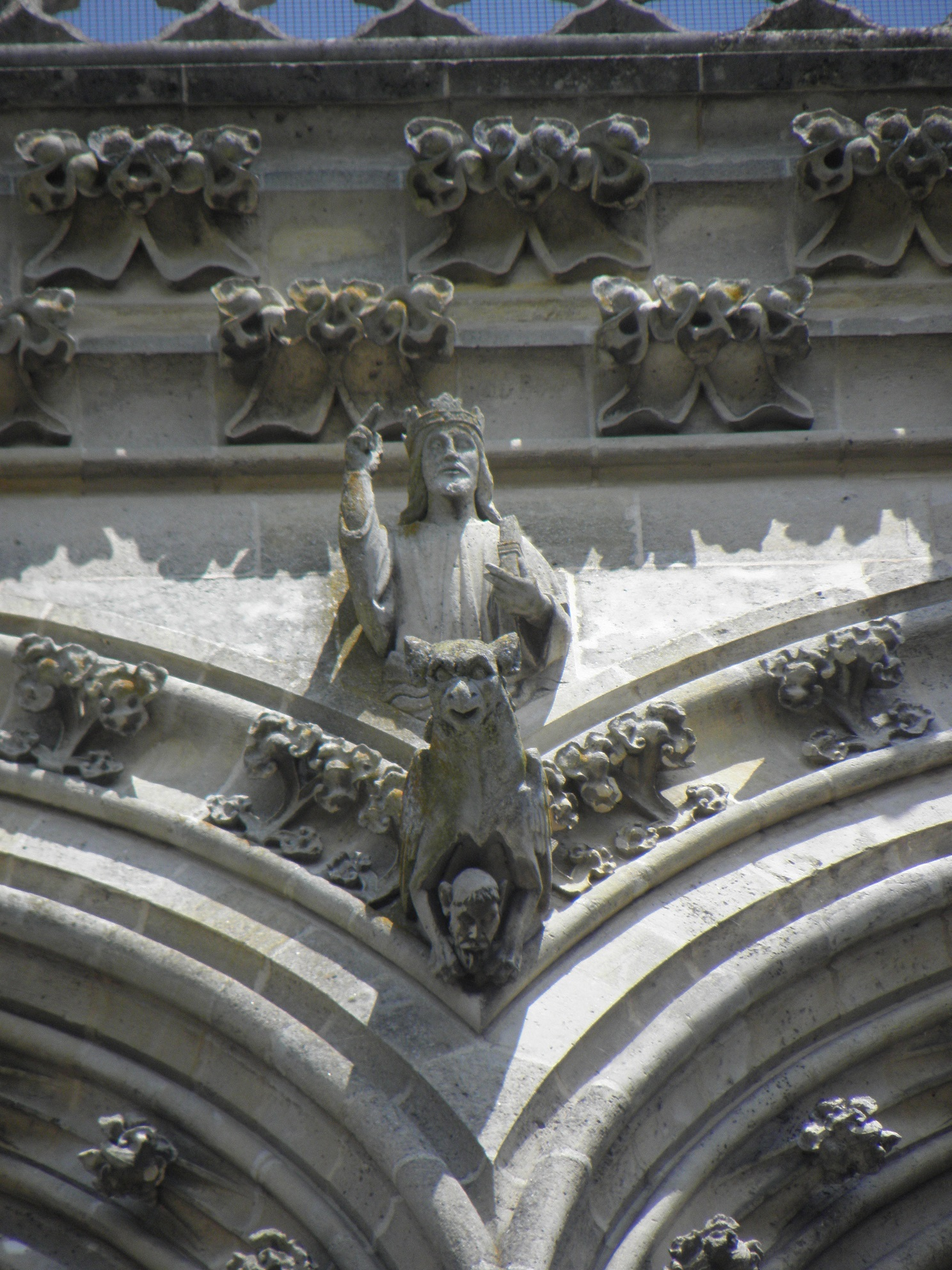
Sculptures en haut de la tour.
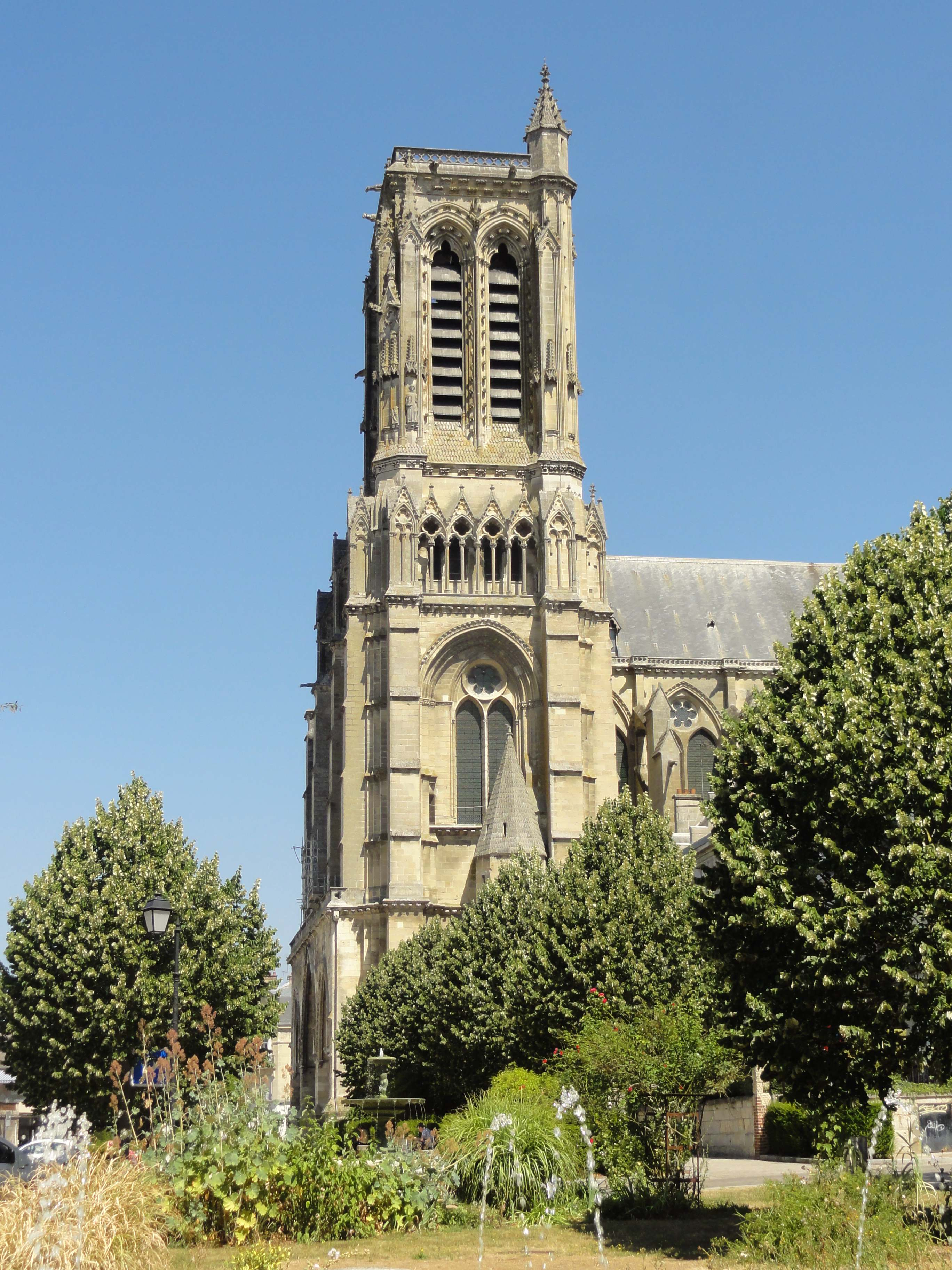
Face sud de la tour.

### La tour de la cathédrale
La partie sud de la façade supporte la seule tour existante. Celle-ci, de plan carré comme à Paris, ne comporte qu'un seul niveau. Sa base est entourée par la continuation de la galerie supérieure du centre de la façade. Suivant un schéma classique en Île-de-France, chacune des quatre faces de la tour est percée de deux longues baies garnies d'abat-sons. Le sommet de la tour est constitué d'une terrasse entourée d'une balustrade. Dans l'angle sud-est de cette terrasse se dresse un petit clocheton abritant le haut d'un escalier à vis inscrit au sein d'un puissant contrefort.
La face sud de la tour, qui forme un tout avec le massif de façade sur lequel elle se dresse, est pourvue de larges baies ainsi que d'une petite galerie d'arcatures qui prolonge la galerie du sommet de la façade. Elle est flanquée à sa base d'une tourelle octogonale qui fait corps avec elle. Celle-ci, coiffée d'un toit conique, est percée de meurtrières et héberge un escalier permettant d'accéder aux étages de la façade et de la tour. Une tourelle identique existe par ailleurs au nord, bordant la face nord du massif de la façade occidentale.

### Les cloches
La tour abrite une sonnerie de 8 cloches de volée composant la gamme de Sol majeur.
Deux cloches (Julia-Paula et Protaise) date du XIXe siècle tandis que les six autres ont été fondues en 1924 et baptisées le dimanche 22 juin. Si on lit souvent qu'elles proviennent de la fonderie Blanchet de Bagnolet, c'est qu'elles y ont été commandées, mais Blanchet les a fait fondre par la fonderie Bollée, près d'Orléans.
- 1. Marie-Henriette-Amérique-France-Victoire (bourdon) : Sol 2 - 5500 kg, fondue en 1924 par la fonderie Bollée de Saint-Jean-de-Braye ;
- 2. Julia-Paula (*) : La 2 - 3505 kg, fondue en 1881 par Cavillier père et fils de Carrépuis, près de Roye ;
- 3. Renée-Andrée-Marie-Crépine : Si 2 - 2700 kg, fondue en 1924 par la fonderie Bollée de Saint-Jean-de-Braye ;
- 4. Jeanne-Louise-Madeleine-Eugénie-Gervaise : Do 3 - 2140 kg, fondue en 1924 par la fonderie Bollée de Saint-Jean-de-Braye ;
- 5. Protaise : Ré 3 - 1425 kg fondue en 1810 par Nicolas Cavillier fondeur à Carrépuis ;
- 6. Juliette-Marie-Louise-Josèphe-Anna-Crépinienne : Mi 3 - 1050 kg, fondue en 1924 par la fonderie Bollée de Saint-Jean-de-Braye ;
- 7. Henriette-Ernestine-Augustine-Pauline-Marie-Eugénie-Geneviève-Sixtine : Fa # 3 - 770 kg, fondue en 1924 par la fonderie Bollée de Saint-Jean-de-Braye ;
- 8. Jeanne-Marcelle-Victorine-Octavie-Juliette : Sol 3 - 600 kg, fondue en 1924 par la fonderie Bollée de Saint-Jean-de-Braye ;

(*) Cette cloche, nommée Simone en 1645, a été fondue pour l'abbaye de Saint-Jean-des-Vignes (ancienne abbaye située 35, boulevard Jeanne d'arc à Soissons). Transférée à la cathédrale de Soissons en 1792, elle est refondue en 1881 sous le nom de Julia-Paula.

### Les façades latérales

#### La façade Sud et le croisillon Sud du transept

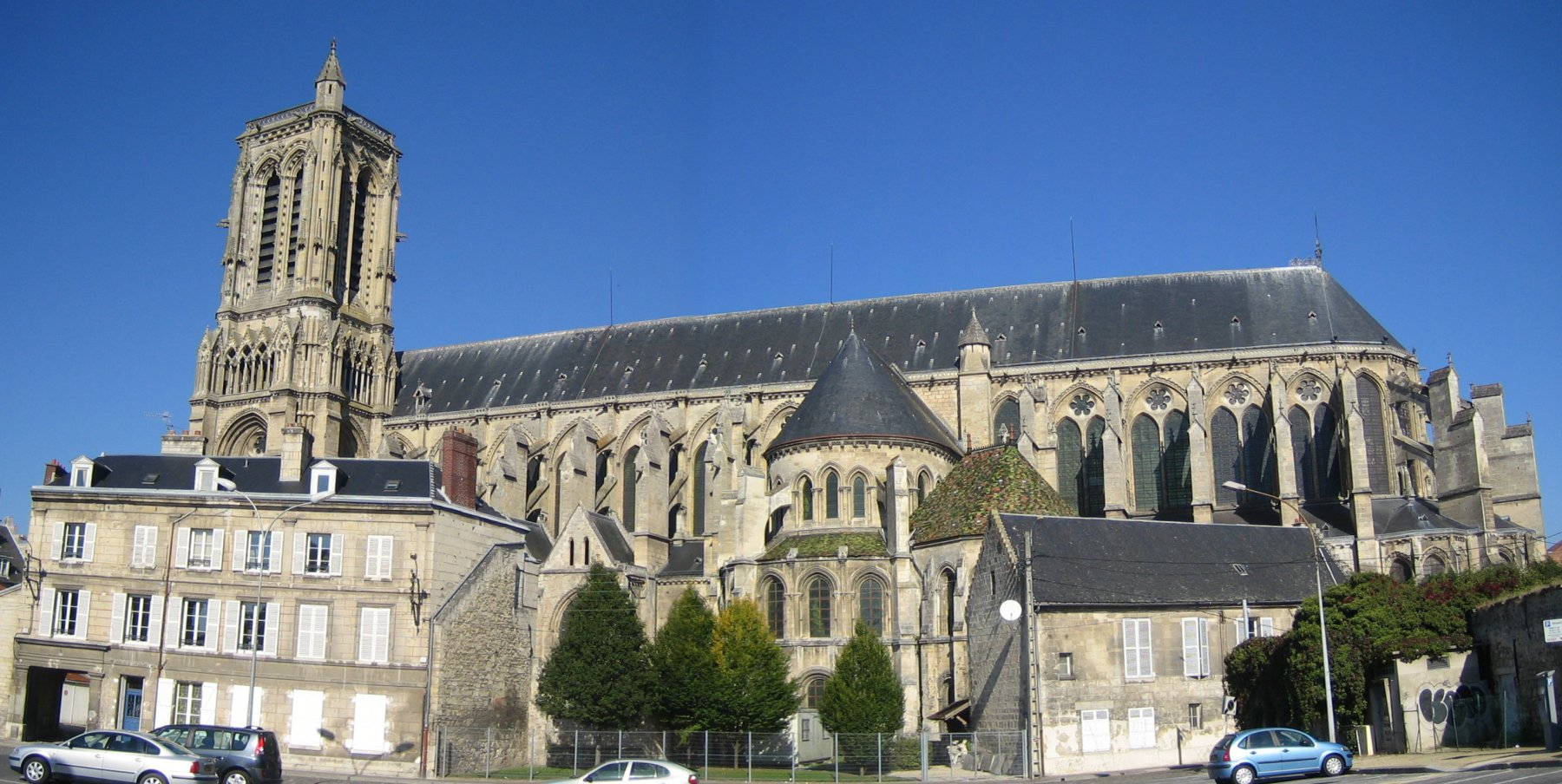
Côté Sud de la cathédrale.

Entre les arcs-boutants du croisillon Sud du transept on peut contempler trois baies supérieures ainsi que trois baies plus larges tout au long des deux niveaux inférieurs. La chapelle ronde attenant à la face orientale du transept est couverte d'un toit aux tuiles colorées de teintes diverses. À l'est du croisillon, dans l'angle formé avec le chœur, s'élève une longue tourelle quadrangulaire coiffée d'un toit conique pointu. Cette structure qui s'élève jusqu'à la base du toit du vaisseau principal nef-chœur abrite un long escalier à vis permettant d'atteindre les combles et le toit du long vaisseau. Ce vaisseau principal est flanqué sur toute sa longueur de très robustes arcs-boutants à deux volées s'appuyant sur de massifs contreforts. L'ensemble est destiné à assurer la stabilité de l'édifice.

#### Le croisillon Nord du transept
Soutenu par quatre arcs-boutants, deux à l'est et deux à l'ouest, le croisillon Nord du transept est pourvu d'un portail. situé non pas à l'extrémité du croisillon, mais sur sa face orientale. Le mur de fond ou d'extrémité du croisillon est orné en sa partie supérieure d'une rosace inscrite dans un arc brisé. À sa base, les écoinçons sont garnis de quatre lancettes. Le tout est surmonté d'un pignon orné d'un oculus aveugle. La partie inférieure de cette façade, presque entièrement aveugle, percée de quatre orifices rectangulaires grillagés et voisinant un gros mur en ruine.

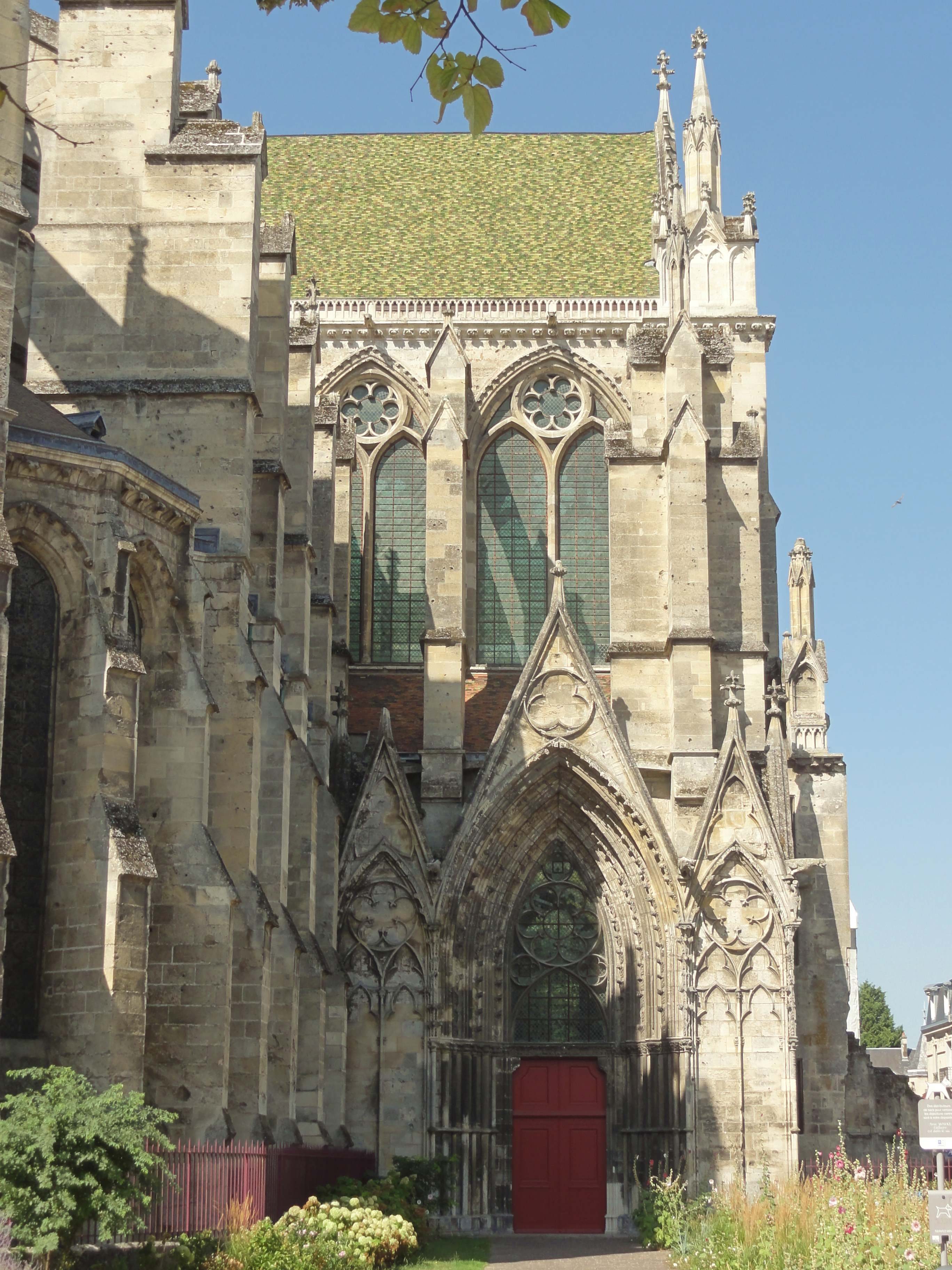
Façade est du croisillon nord.
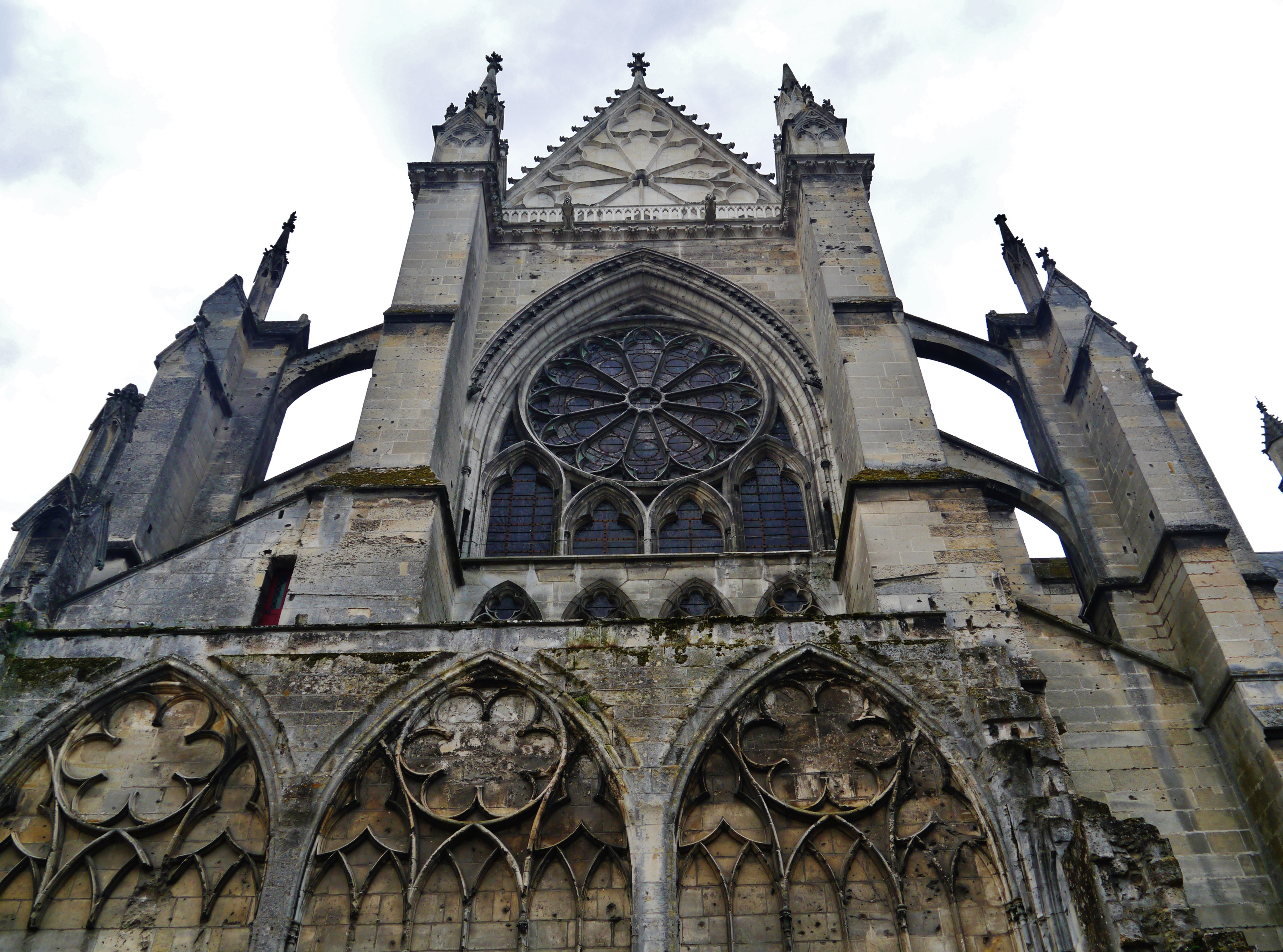
Façade nord du croisillon nord.
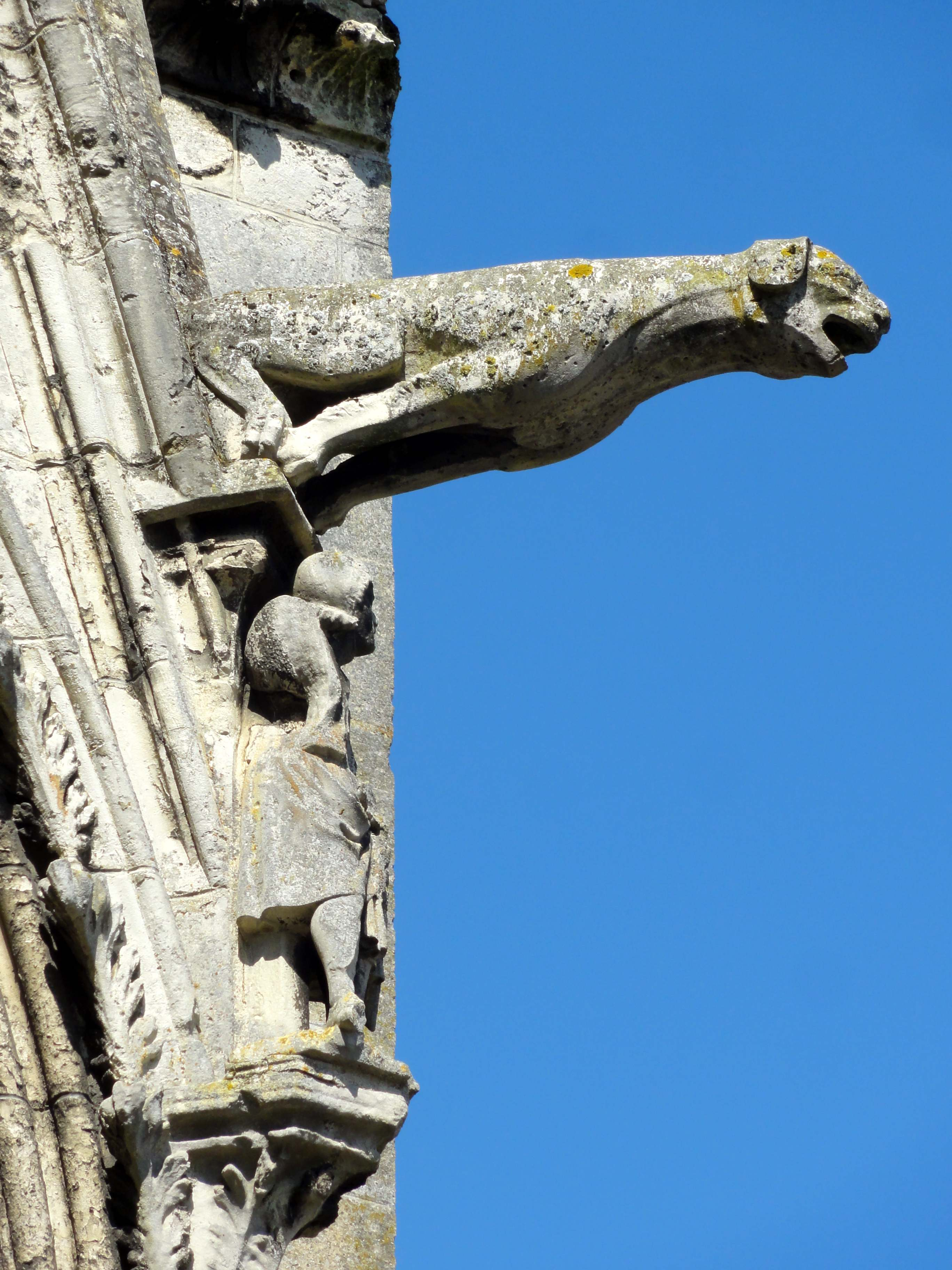
Une gargouille de l'est du croisillon nord.

### Le toit
La plus grande partie de la cathédrale est couverte d'ardoises. Mais le croisillon nord, la grande chapelle ronde qui flanque le croisillon sud du côté sud-est et le déambulatoire de ce croisillon sud, sont couverts de tuiles polychromes. La base de ce toit est longée par une longue galerie qui contourne le chevet à l'est et se prolonge à l'ouest jusqu'à la tour. Elle est flanquée d'une balustrade.

### Le chevet et ses arcs-boutants
Les hautes baies des chapelles rayonnantes, dotées de vitraux, sont séparées par des contreforts très saillants, qui sont les supports des puissants arcs-boutants qui soutiennent le chœur de la cathédrale. La robustesse de l'ensemble des structures extérieures du chevet contrastent avec la légèreté de l'architecture intérieure du chœur. Les architectes ont ici tout fait pour repousser au maximum les poussées vers l'extérieur, afin de créer l'architecture la plus légère et lumineuse possible à l'intérieur. Il n'en reste pas moins que ce chevet recherche une unité et une harmonie dans ses volumes.
Les arcs-boutants sont à double niveau et contrebutent la partie supérieure du chœur. Ils s'appuient extérieurement sur de grandes culées lourdes et massives. Leur tête (partie supérieure) vient s'appuyer contre des piles portées par des colonnes engagées dans le mur du chœur. Le dernier claveau de chacun des deux arcs n'est pas engagé dans la pile et reste libre de glisser dans le cas où la voûte ferait un mouvement par suite d'un tassement des points d'appui verticaux, faute de quoi les arcs-boutants se briseraient.
L'arc-boutant supérieur soutient la partie de la pile du chœur située au-dessus du centre de poussée des voûtes, là ou s'exerce la partie supérieure de la poussée. L'arc-boutant inférieur contrebute quant à lui la voûte au niveau de la partie inférieure de la poussée. L'ensemble de ces deux arcs-boutants assure ainsi une stabilité maximale aux voûtes de l'édifice. C'est une innovation importante qui sera perfectionnée à la cathédrale Notre-Dame de Chartres, cathédrale dont l'épaisseur et donc le poids des voûtes sont plus importants.
Contrairement aux arcs-boutants construits ultérieurement (cathédrale Notre-Dame de Chartres, Cathédrale Notre-Dame de Reims, cathédrale Notre-Dame de Paris et d'autres), le chaperon de l'arc-boutant supérieur ne sert pas encore de canalisation pour conduire les eaux des chéneaux du toit de l'édifice vers l'extrémité inférieure de l'arc, et donc les sommets des culées ne sont pas encore dotés de gargouilles.

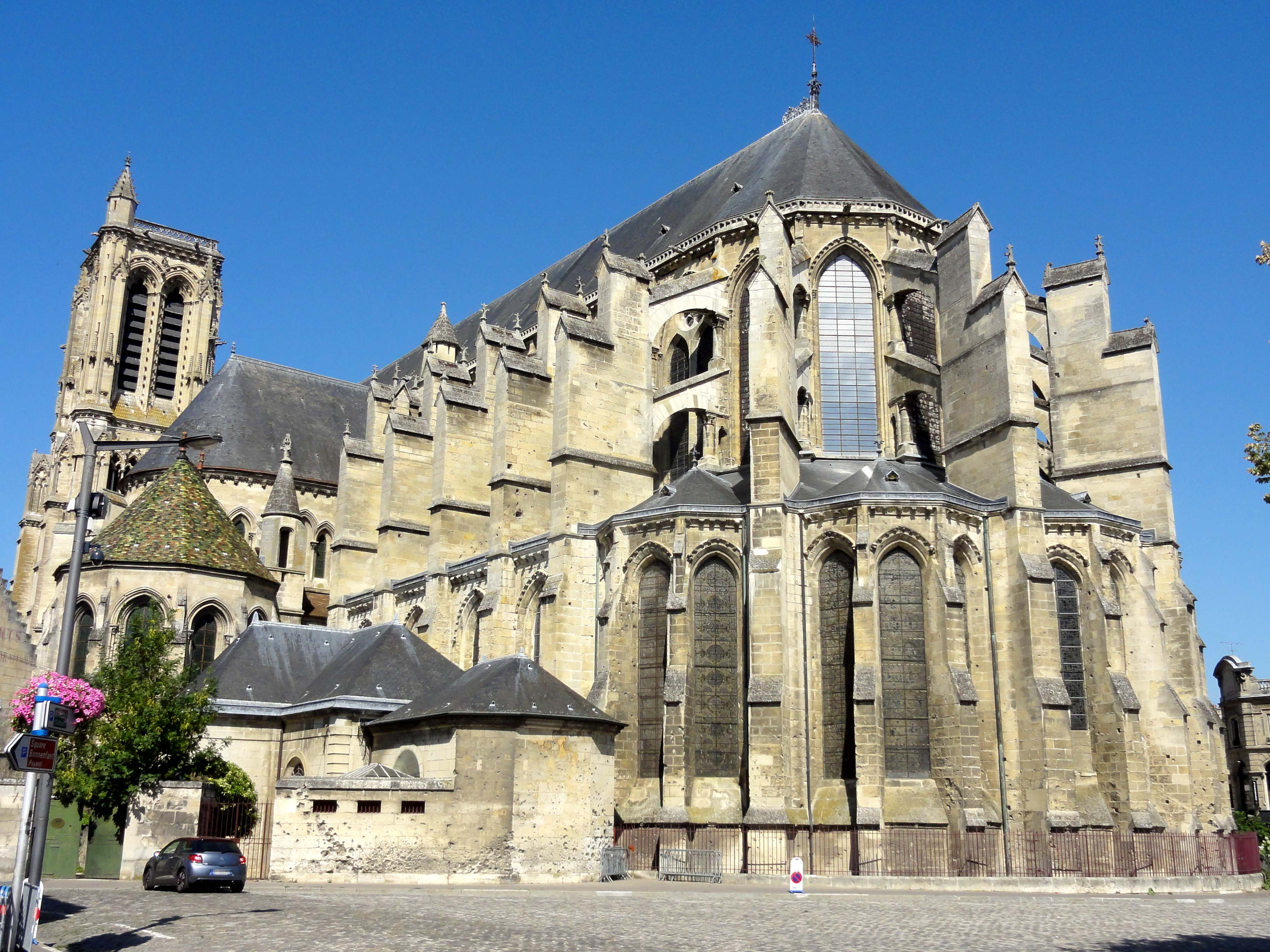
Le chevet depuis le sud-est.
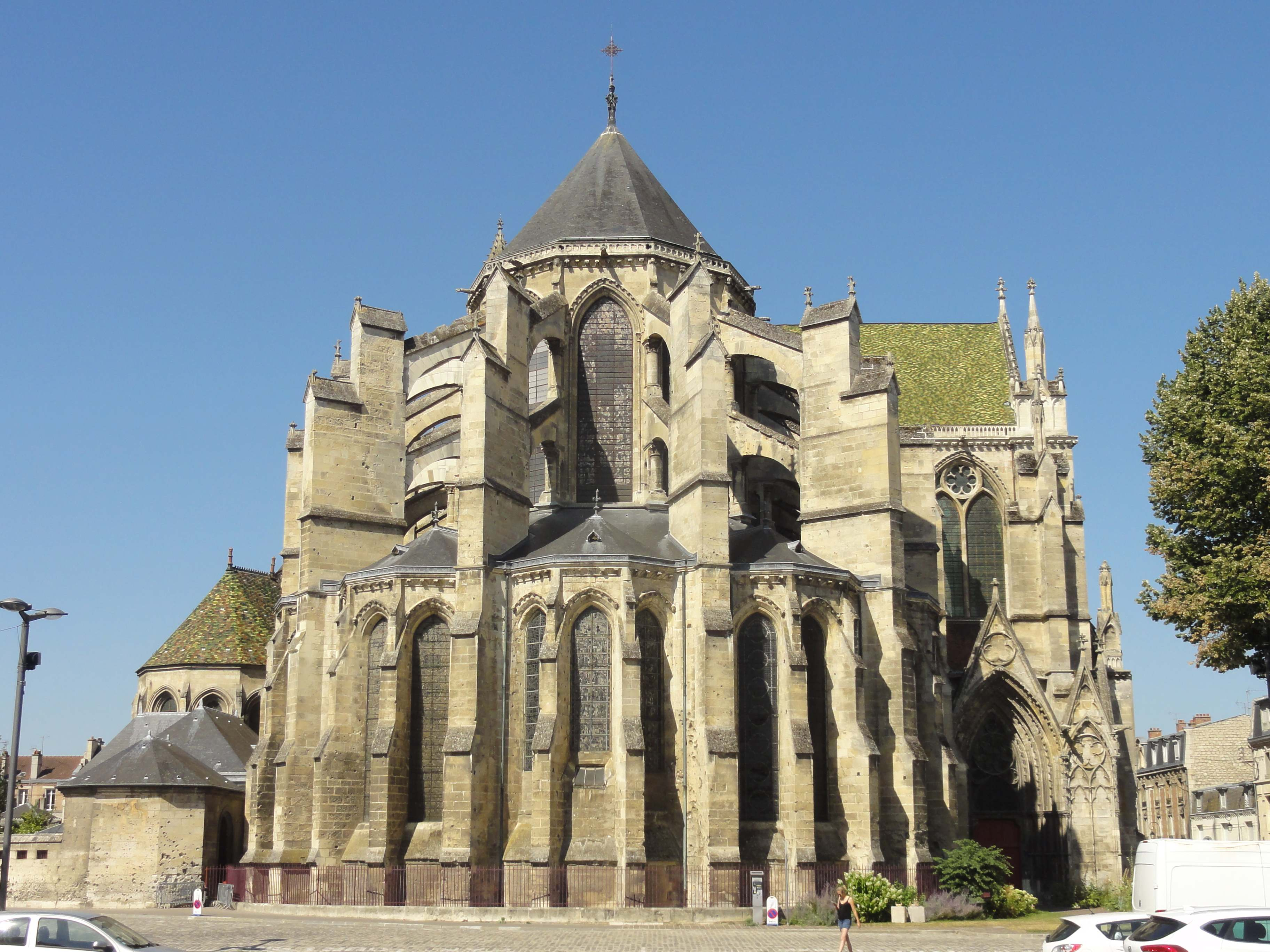
Le chevet de la cathédrale.
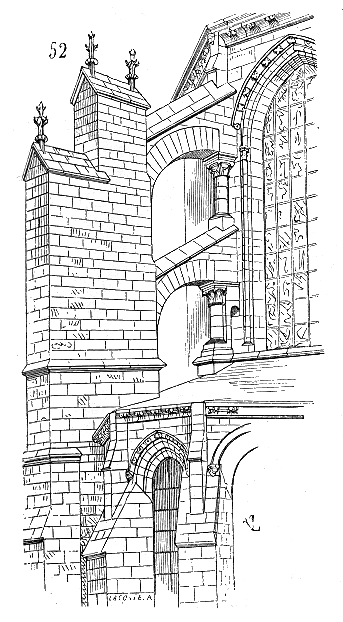
Les arcs-boutants du chœur d'après Eugène Viollet-le-Duc.

## Intérieur

### La nef
La nef, constituée de sept travées, est précédée d'un narthex d'une travée. Son élévation comporte trois niveaux : grandes arcades, triforium et fenêtres hautes. Les voûtes d'ogives quadripartites sont de plan barlong . Le triforium comporte quatre arcades par travée. Il est semblable à celui des cathédrales de Laon et de Noyon, mais contrairement à ces dernières, à Soissons on note surtout l'absence des tribunes qui caractérisaient le gothique primitif, ce qui permet d'explorer une nouvelle esthétique et une architecture plus légère, en élevant considérablement la hauteur des grandes arcades avec leurs colonnes ainsi que la hauteur des fenêtres hautes. Les grandes arcades et les fenêtres hautes ont approximativement la même hauteur de part et d'autre du triforium qui constitue une harmonieuse transition. Sur ce point, l'abbatiale Saint-Yved de Braine, proche de Soissons et commencée dans la même période, semble constituer un précurseur pour la cathédrale de Soissons. Les fenêtres hautes sont géminées et surmontées d'oculus plurilobés. Elles atteignent à Soissons des dimensions inédites à ce stade de développement de l'art gothique. Le tout est traité avec une relative simplicité et une recherche d'unité des lignes et de l'espace. Ces caractéristiques font de Soissons le premier modèle du gothique classique, qui sera repris pour les cathédrales de Chartres et de Reims, commencées quelques années après.
Les colonnes des grandes arcades sont dotées d'une unique colonnette engagée, et sont surmontées par des chapiteaux de forme octogonale. Ces colonnes  servent de support à des faisceaux de cinq colonnettes qui montent jusqu'aux voûtes. Ce type de colonne porte le nom de « pilier soissonnais » ou « colonne soissonnaise ». Ces piliers dérivent de formes plus anciennes, les piliers faibles de Laon et certains piliers du chœur de Noyon en sont les prémisses, mais leur élancement et leur élégance à Soissons sont une nouveauté dans l'art gothique. Ils seront fréquemment repris et auront une influence déterminante sur les développements ultérieurs du gothique rayonnant en France et en Europe.
La légèreté exemplaire des piliers soissonnais s'oppose à la robustesse et à la monumentalité des piliers des nefs de Chartres et de Reims, qui leur sont légèrement postérieurs mais qui seront une voie sans issue dans la suite de l'art gothique. On retrouve les piliers soissonnais reproduits quasiment à l'identique dans les chœurs de Reims, de Saint Quentin et de Beauvais par exemples, tandis que beaucoup d'autres monuments s'en inspireront avec d'autres formes, comme Amiens qui fait une synthèse entre Soissons pour la minceur et les piliers des nefs de Chartres ou Reims pour la forme.

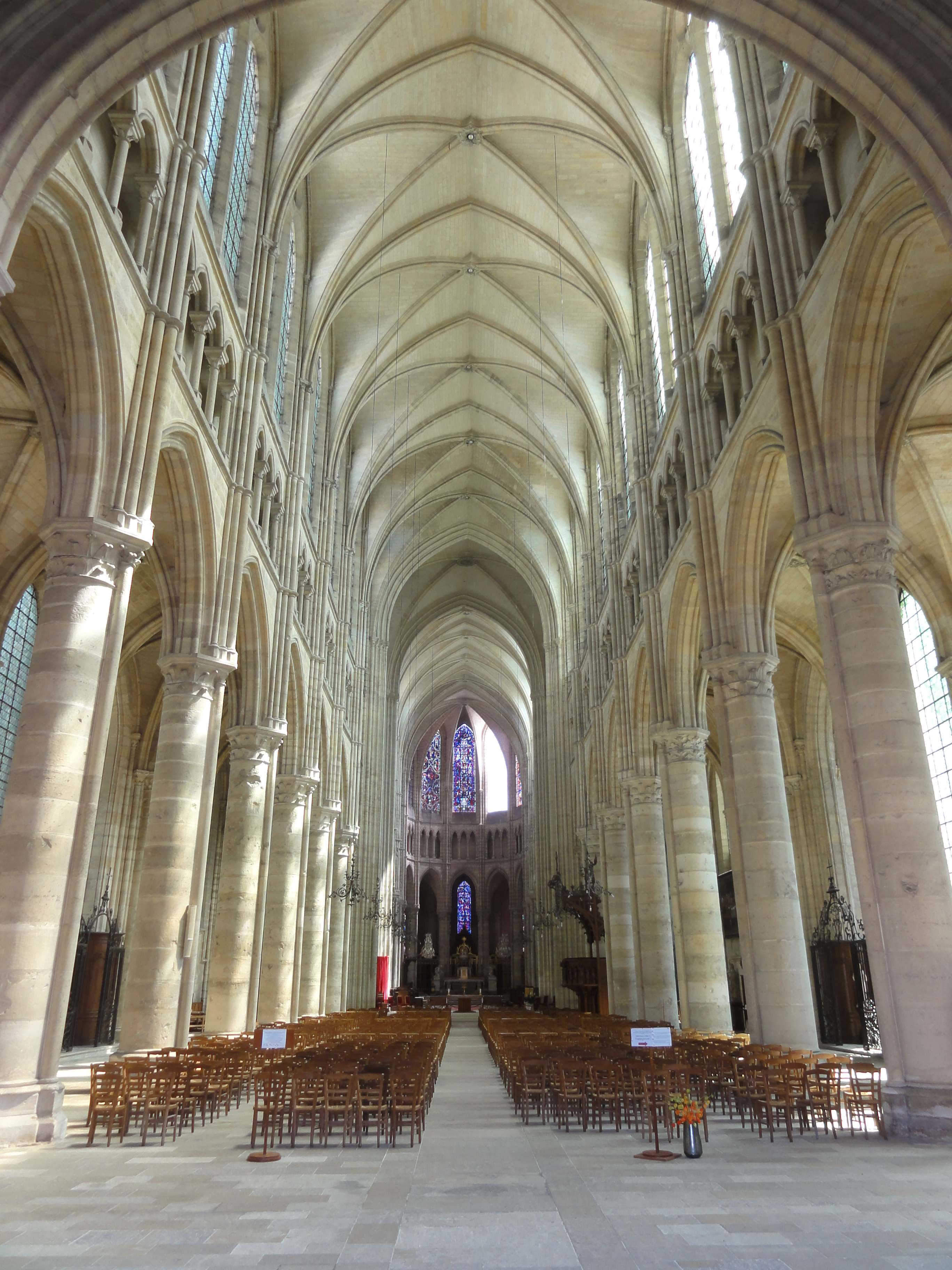
La nef de la cathédrale, vue vers le chœur.
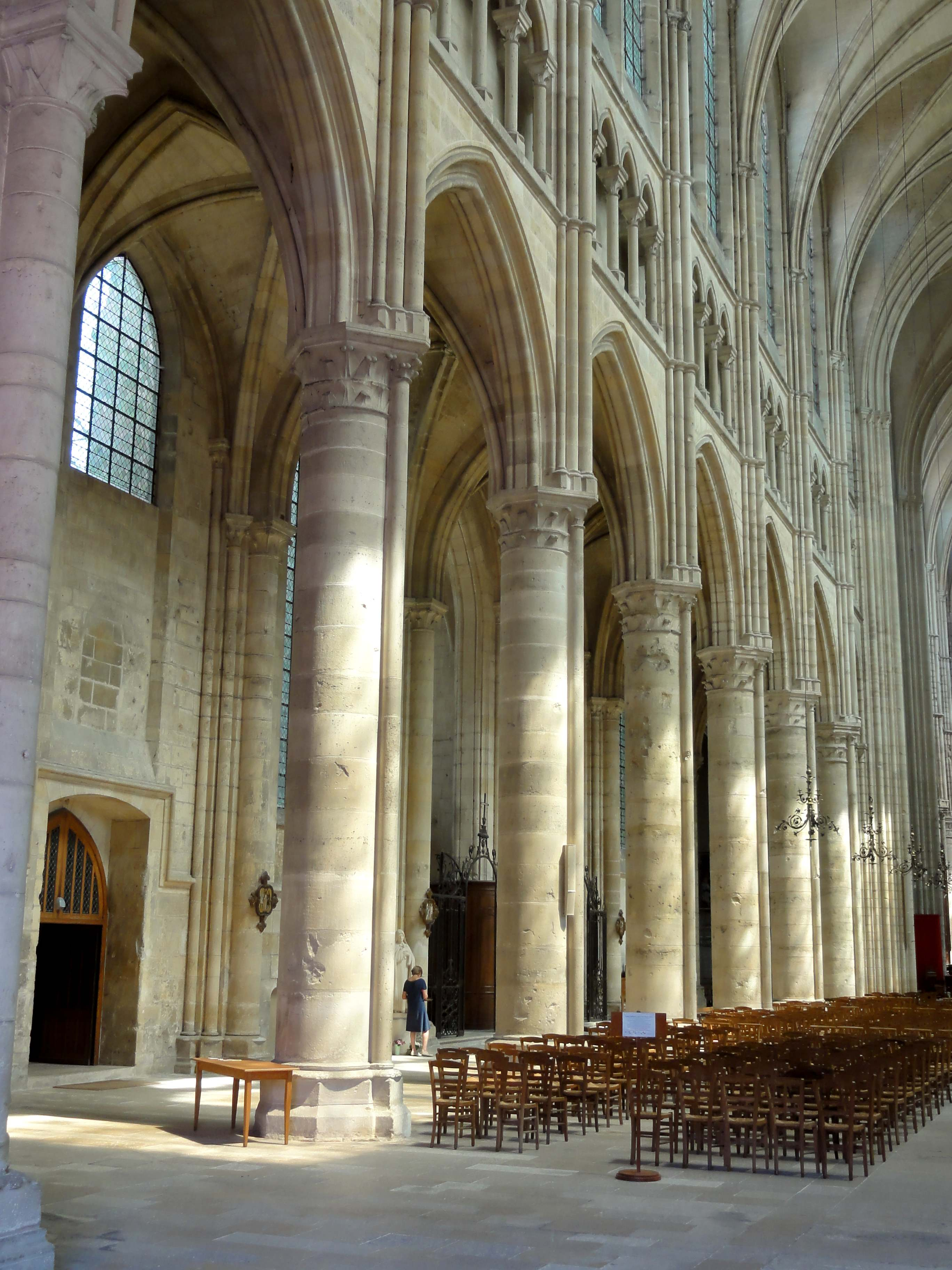
Vue des piliers de la nef.
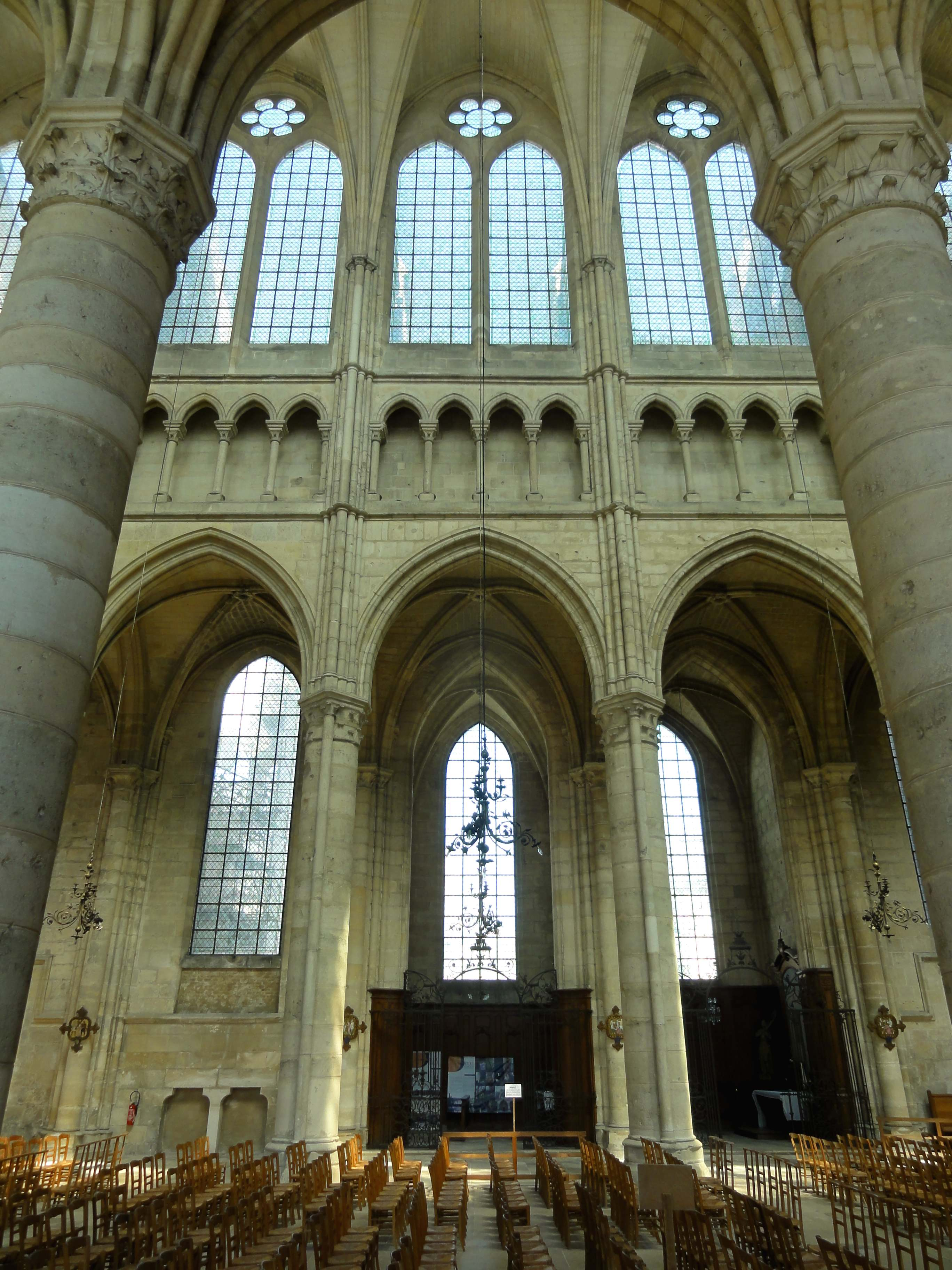
Élévation de la nef à trois niveaux.
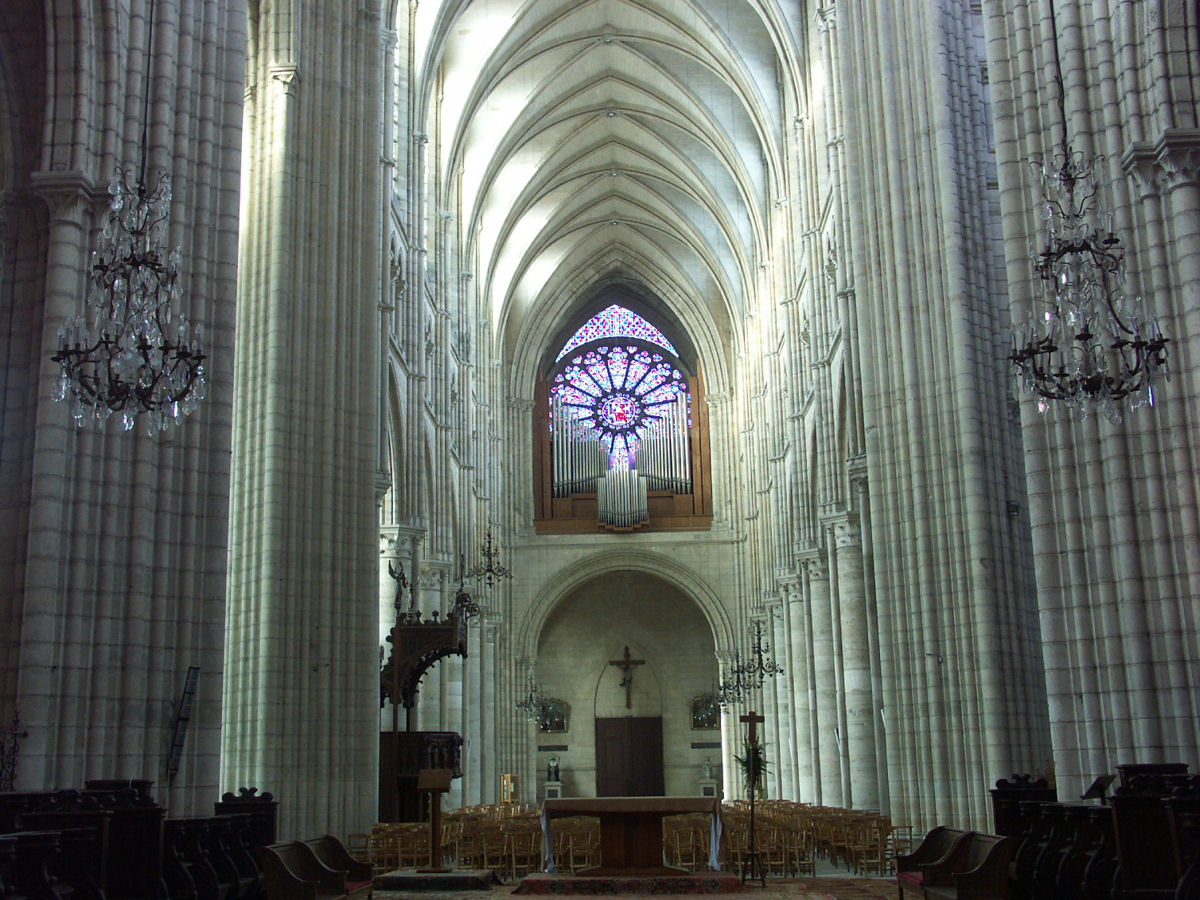
Vue de la nef et de la rosace occidentale, prise depuis le chœur de la cathédrale.

Au nord de la nef, à hauteur de la troisième travée de l'édifice, se trouve un accès vers une très grande salle composée de trois vaisseaux de trois travées. Enfin, au niveau de la cinquième et de la sixième travée de l'église, on a construit des chapelles latérales qui s'ouvrent dans le collatéral sud. Les vitraux de la nef sont presque tous en verre transparent à la suite de leur remplacement après l'explosion de 1815.
Le grand orgue de tribune a été construit par Victor Gonzalez en 1956.

### Le transept

#### Le croisillon sud
Partie la plus ancienne de l'édifice, le croisillon sud montre un style gothique primitif, à l'instar de la cathédrale Notre-Dame de Laon et surtout du transept de la cathédrale Notre-Dame de Noyon qui lui est antérieur et constitue son modèle. C'est une manifestation du premier art gothique, par son élévation à quatre niveaux et non trois comme c'est le cas pour la nef et le chœur. Outre les grandes arcades, le triforium et les fenêtres hautes, il possède en effet encore un étage de tribunes (comme cathédrale Notre-Dame de Paris, laquelle en revanche n'a pas de triforium). Il se termine par une abside arrondie. L'ensemble est en forme d'hémicycle. Plus étroit que le croisillon nord, mais un peu plus profond, il est entouré d'un déambulatoire, lui aussi plus étroit que celui du chœur. Les grandes arcades sont étroites et séparées par une série de piliers composés, en alternance avec de plus légères colonnettes (à raison d'un pilier puis deux colonnettes), les tribunes présentent trois arcades, tandis que le triforium en a six.

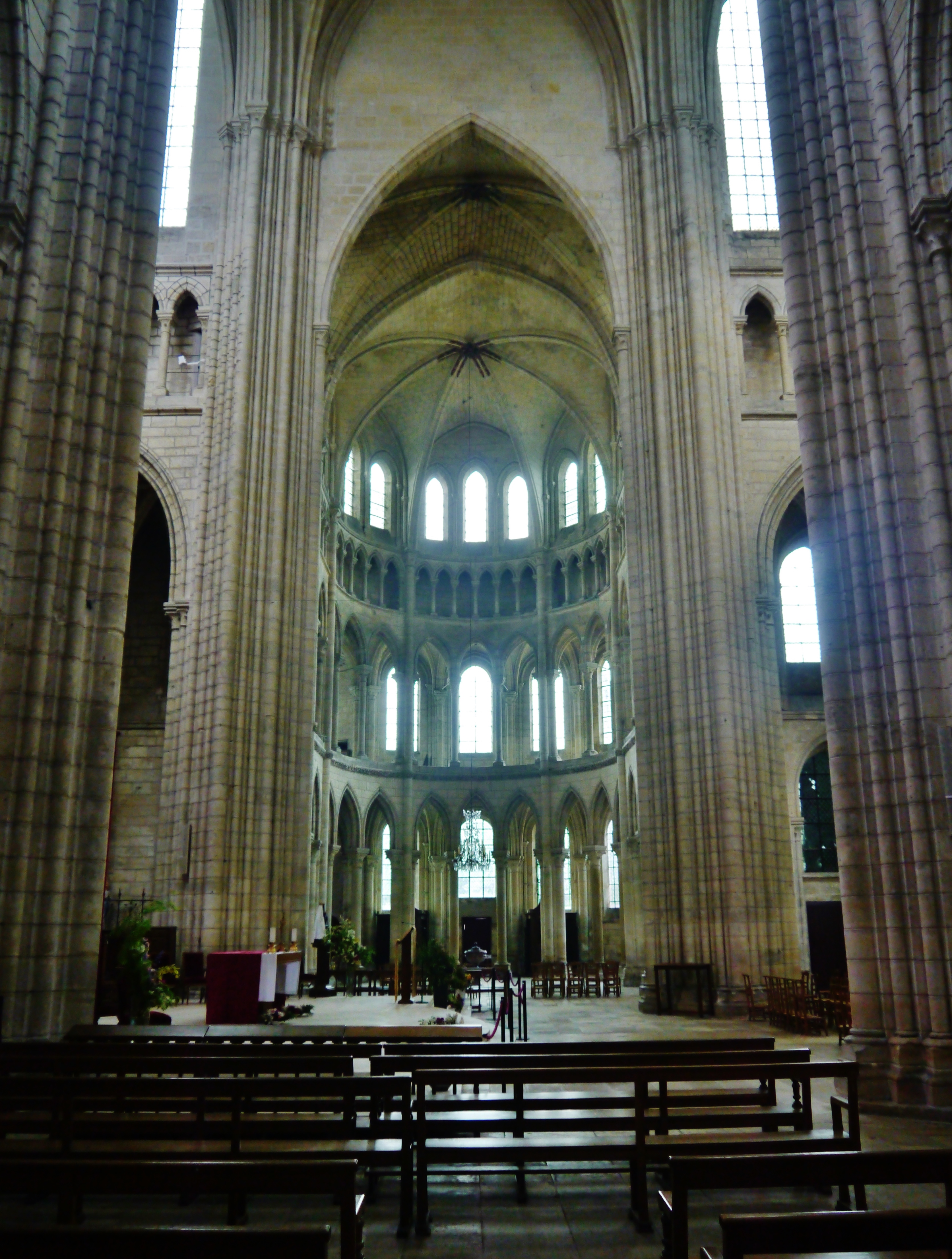
Le croisillon sud du transept.
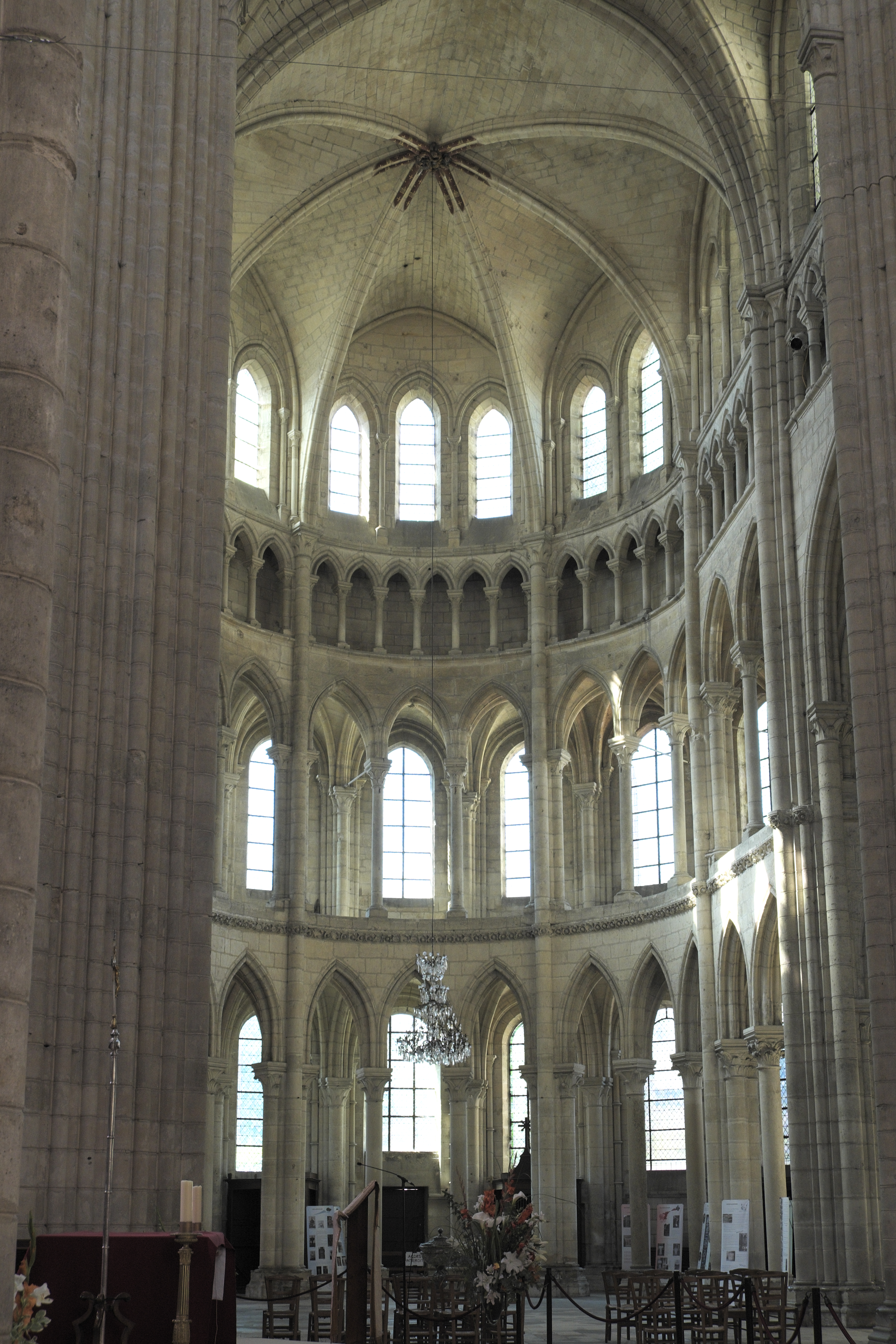
Le croisillon sud du transept, à quatre niveaux avec ses tribunes.
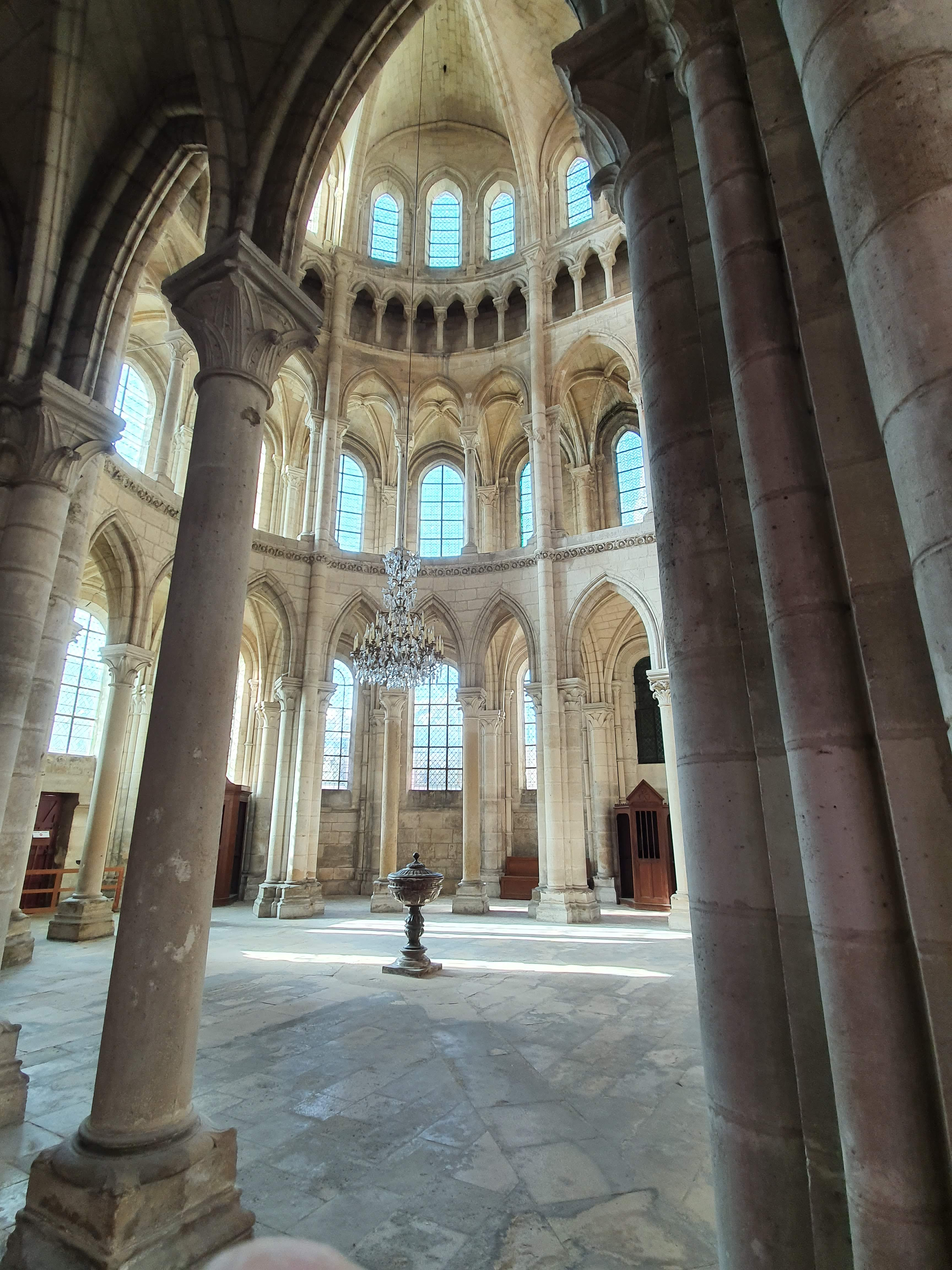
Vue du croisillon sud, avec le baptistère.
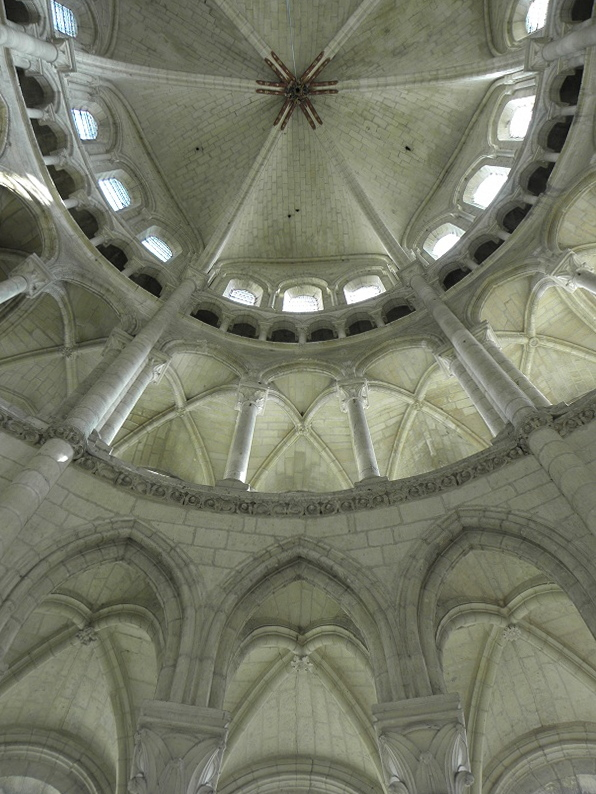
Voûte de l'abside du croisillon sud.
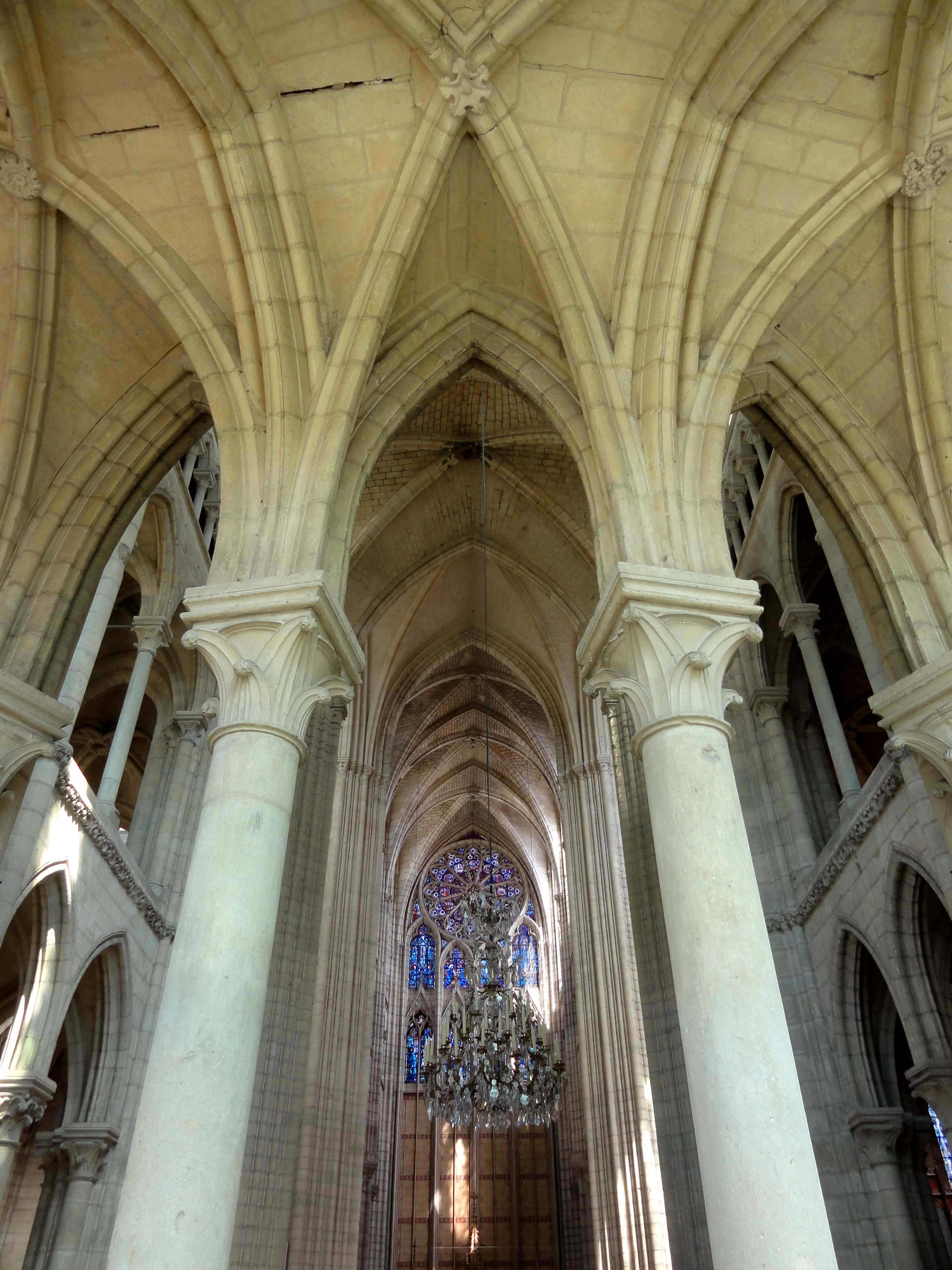
Vue vers croisillon nord depuis le déambulatoire du croisillon sud.
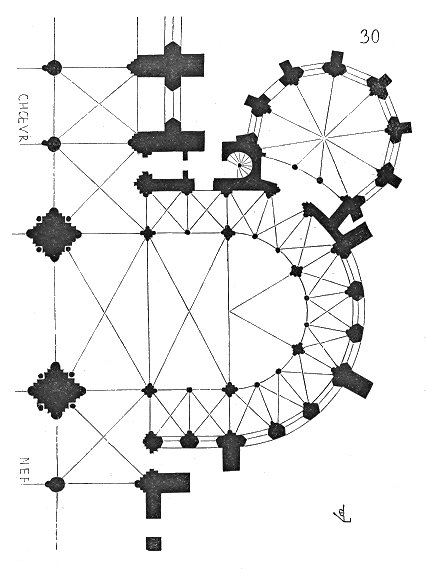
Plan du croisillon sud, en abside.

Par la légèreté et la luminosité de son architecture, inégalées dans le gothique primitif, avec des murs presque disparus, ce croisillon va probablement inspirer l'architecture du chœur de la cathédrale, commencé quelques années plus tard, mais avec un tout autre système, simplifié et plus monumental. Ce qui montre bien la frénésie créative qui caractérisait cette période de l'architecture gothique, où l'on pouvait changer complètement le parti architectural de la cathédrale en quelques années pour concrétiser les nouvelles idées au fur et à mesure des expérimentations.
Du côté sud-est du déambulatoire du croisillon sud s'ouvre largement une grande chapelle ronde à étage. Le rez-de-chaussée de celle-ci est voûté de 10 ogives convergeant au sommet en une clé de voûte présentant un agneau. L'étage ou chapelle haute s'ouvre sur les tribunes du transept.

#### Le croisillon nord
Le croisillon nord du transept de style gothique rayonnant date du dernier quart du XIIIe siècle, après décision de reconstruire l'ancien bras nord qui était approximativement du même style que le bras sud actuel. Ce transept nord parvient à respecter l'unité de hauteur avec le chœur construit quelque 75 ans auparavant, tout en introduisant le gothique rayonnant dans la cathédrale de Soissons.
Il présente la même structure architecturale à trois niveaux que la nef. L'extrémité nord qui est dotée d'une grande verrière parée de vitraux. Elle est composée d'une rosace (XVIe siècle), accompagnée d'une claire-voie à quatre baies surplombées par des gables. Entre les deux, dans l'espace entre la rosace et la claire-voie, se trouvent quatre fenêtres en lancettes (avec des verrières de Mazetier, années 1920)  supportant la partie inférieure de la rosace.
Une peinture de Pierre Paul Rubens, l'Adoration des bergers, orne le croisillon nord du transept, de même qu'une peinture de Philippe de Champaigne, la Remise des clés à saint Pierre, datant de 1624.

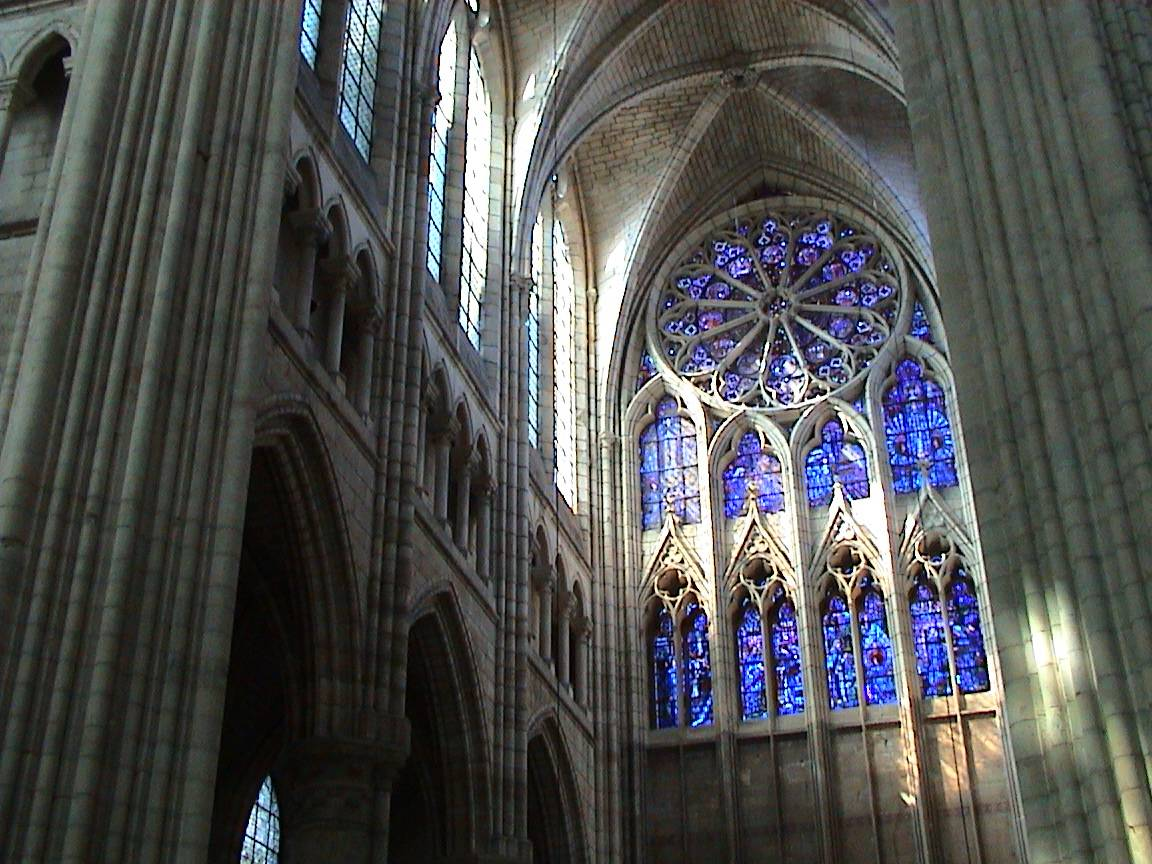
Le croisillon nord du transept et sa verrière.
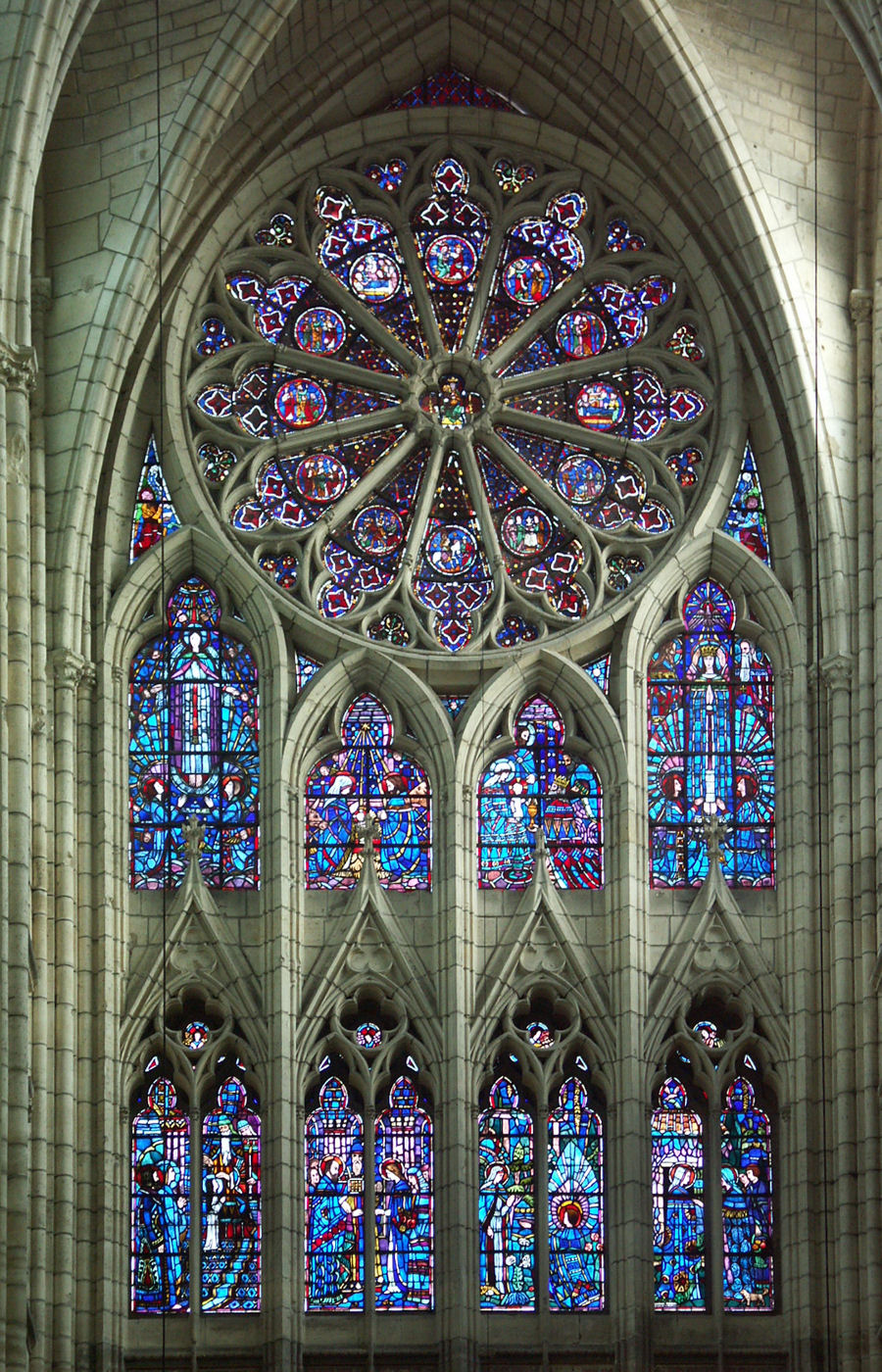
La verrière du croisillon nord. La rosace date du début du XIVe siècle.
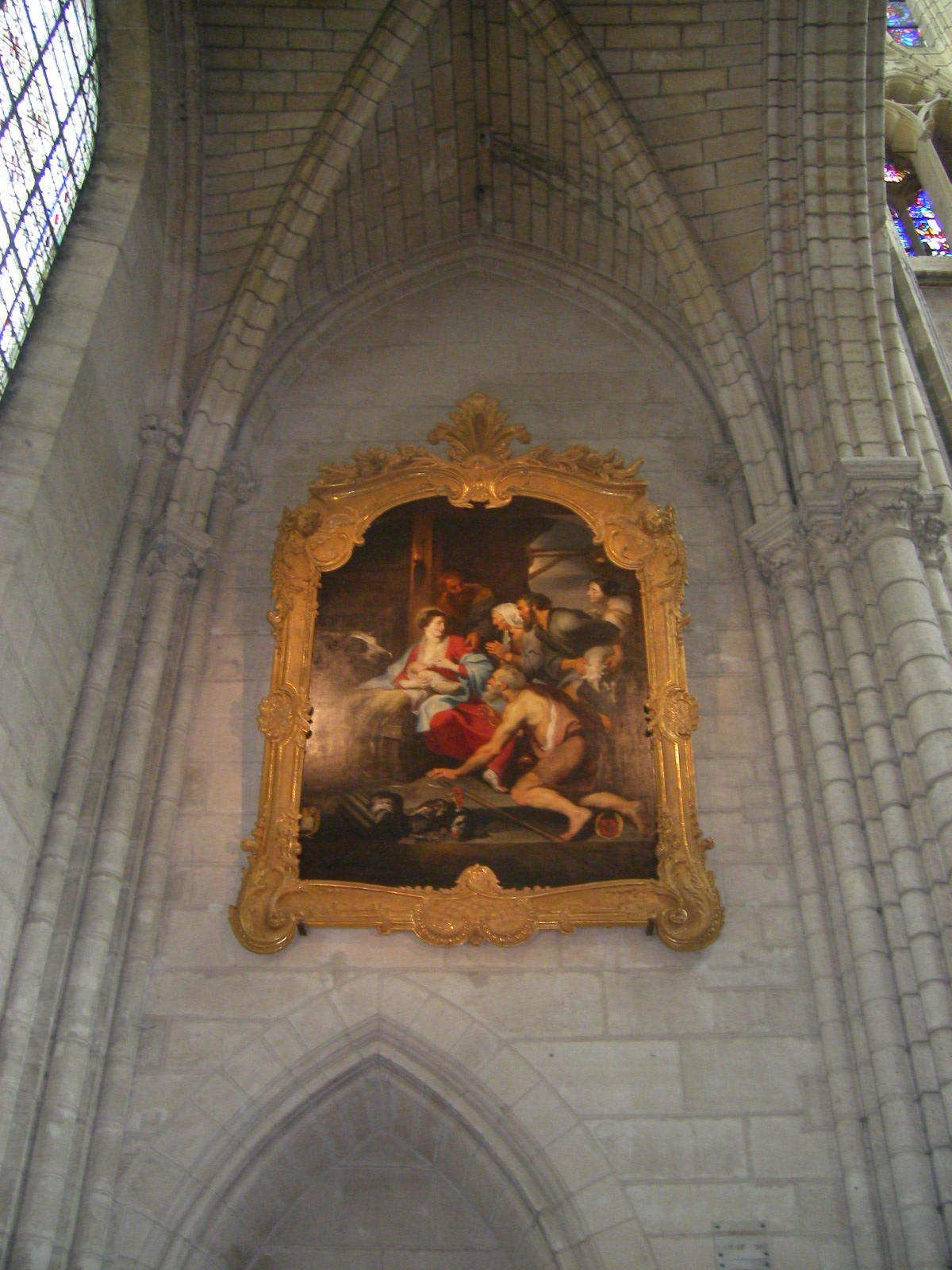
L'Adoration des bergers de Pierre Paul Rubens orne le croisillon nord du transept.

#### La croisée du transept
La construction de la cathédrale qui avait débuté par le croisillon sud du transept se poursuivit par l'édification de la croisée du transept. C'est à ce moment que s'opéra le changement de style de la construction. Entamée avant l'achèvement du transept, la croisée vit disparaître les tribunes remplacées par des grandes arcades bien plus élevées.
En observant avec attention cette croisée, on remarque la présence de quatre énormes piliers d'un diamètre impressionnant. Ils étaient initialement destinés à supporter une tour-lanterne comme celle des cathédrales normandes et celle de la cathédrale Notre-Dame de Laon. Cette tour-lanterne ne vit jamais le jour. Mais les dimensions de la croisée, plus monumentales, ont d'emblée servi de modèle au chœur, et aussi à la nef dont l'extrémité orientale fut mise en chantier au même moment que le chœur.

### Le chœur
Commencé un peu avant la nef, le chœur est le premier chef-d'œuvre du gothique classique ou lancéolé. Sa construction débuta dès 1190, soit quelques années avant la cathédrale Notre-Dame de Chartres. Il présente la même architecture à trois étages que la nef et les mêmes piliers soissonnais, c'est-à-dire avec une colonnette accolée. Entouré d'un large déambulatoire (de 5 à 6,5 m de large), il possède cinq chapelles rayonnantes peu profondes installées entre les piliers du chevet doublés des contreforts. Le chœur est constitué de quatre travées barlongues ou rectangulaires, plus l'abside ou rond-point. Au niveau des travées barlongues, le triforium est composé de baies à quatre arcades et supporte des fenêtres hautes géminées à deux lancettes. Au niveau de l'abside, le triforium n'a plus que trois arcades et les fenêtres hautes perdent une lancette.
Les chapelles rayonnantes ont une voûte commune avec la partie du déambulatoire qui les jouxte, dont la clé de voûte, située à la jonction entre les chapelles et le déambulatoire proprement dit, reçoit huit ogives. Quatre d'entre elles appartiennent en propre aux chapelles et deux à la voûte du déambulatoire, les deux dernières étant intermédiaires.
Une tapisserie du XVe siècle représente la vie des martyrs Gervais et Protais, les deux saints patrons de la cathédrale.
Le mobilier du chœur fut implanté entre 1767 et 1775. Une grille en fer forgé parée  de dorures sépare le chœur du déambulatoire. Le maître-autel de la cathédrale, installé au fond de l'abside, est entouré de deux statues de marbre blanc représentant l'Annonciation, œuvres du sculpteur Michel-Ange Slodtz. Plus à gauche, on peut voir le trône de l'évêque datant de la même époque.

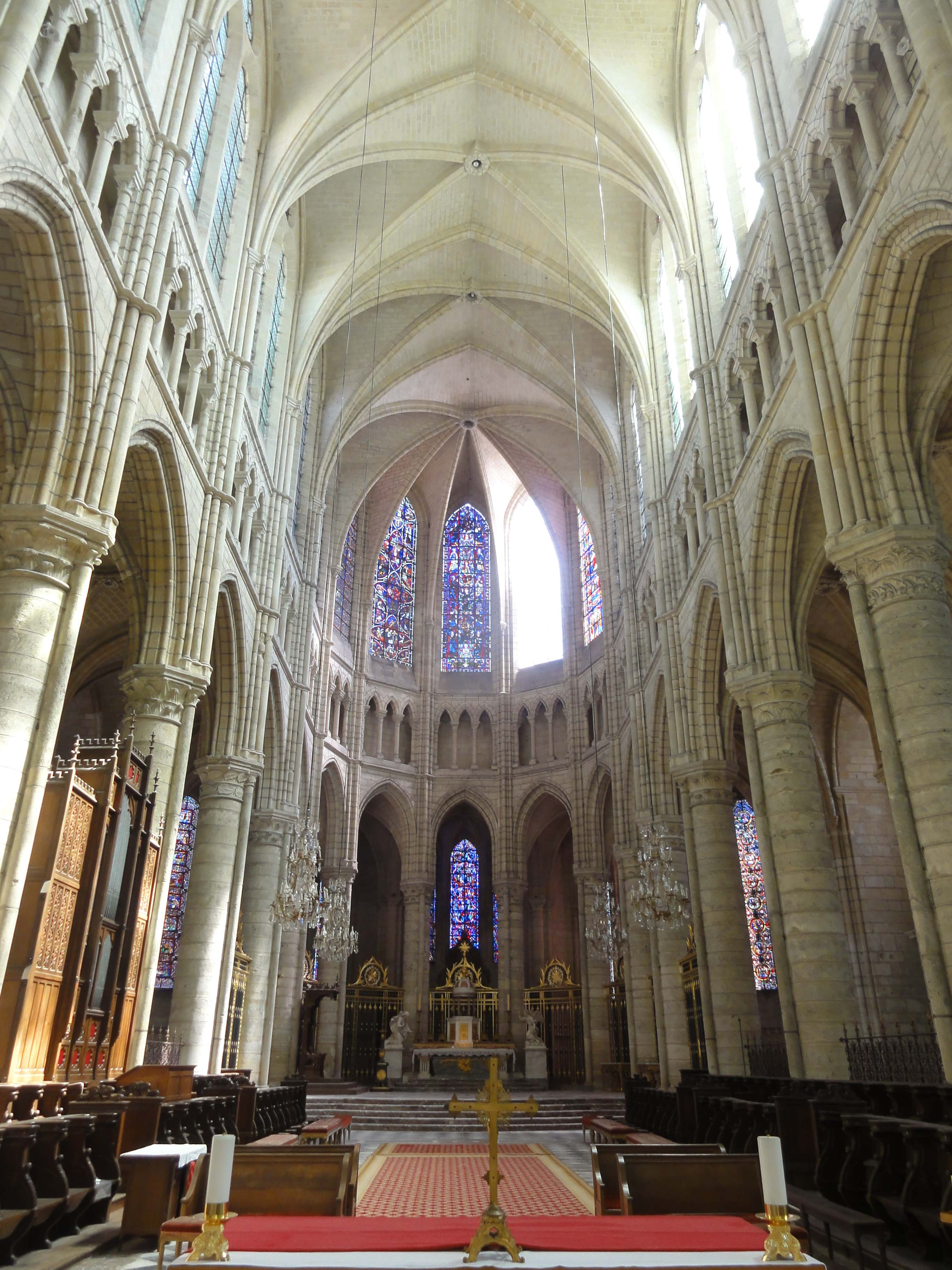
Vue générale du chœur.
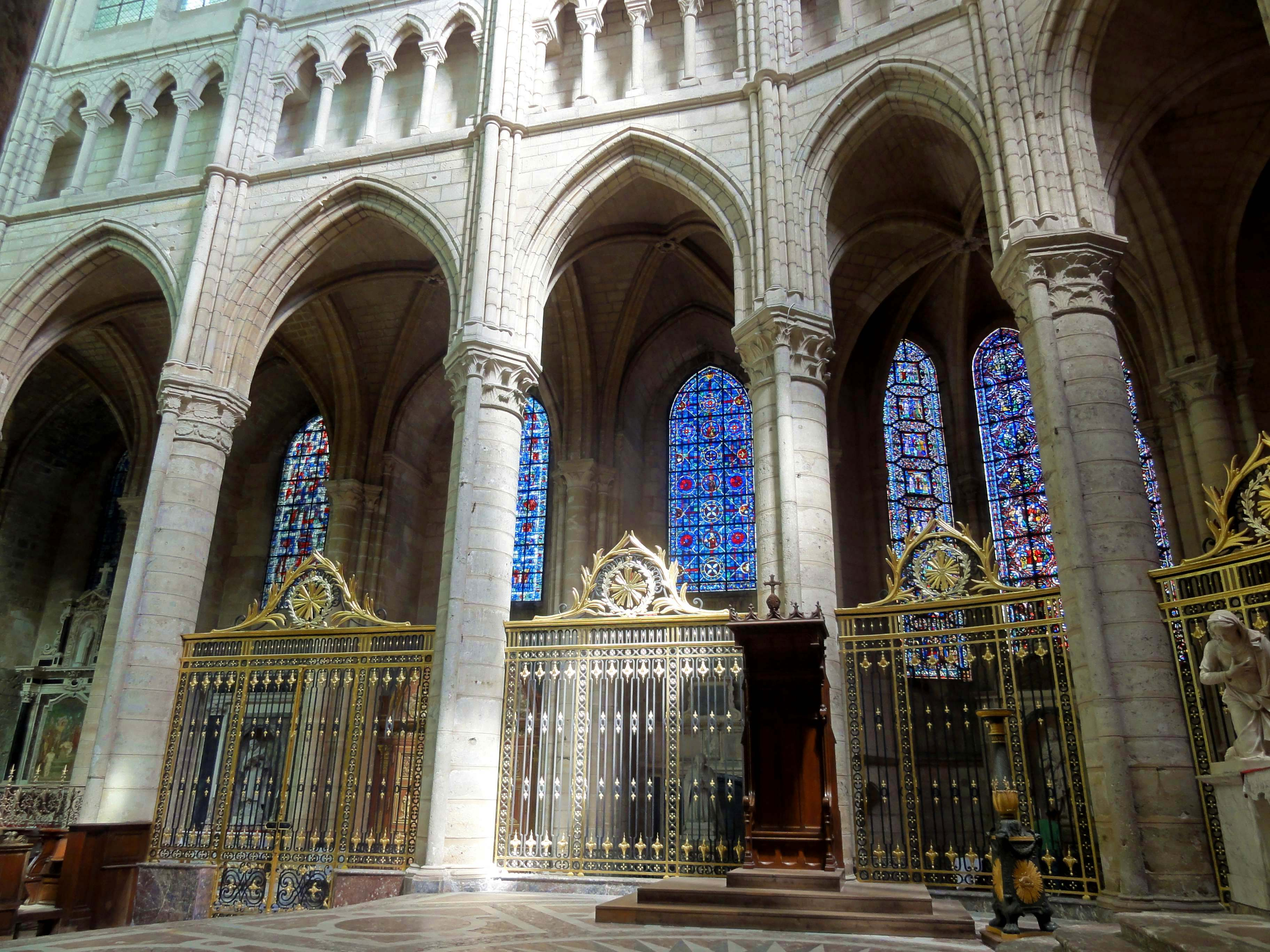
Arcades du chœur, à colonnes soissonaises et grilles en fer forgé, avec la cathèdre de l'évêque.
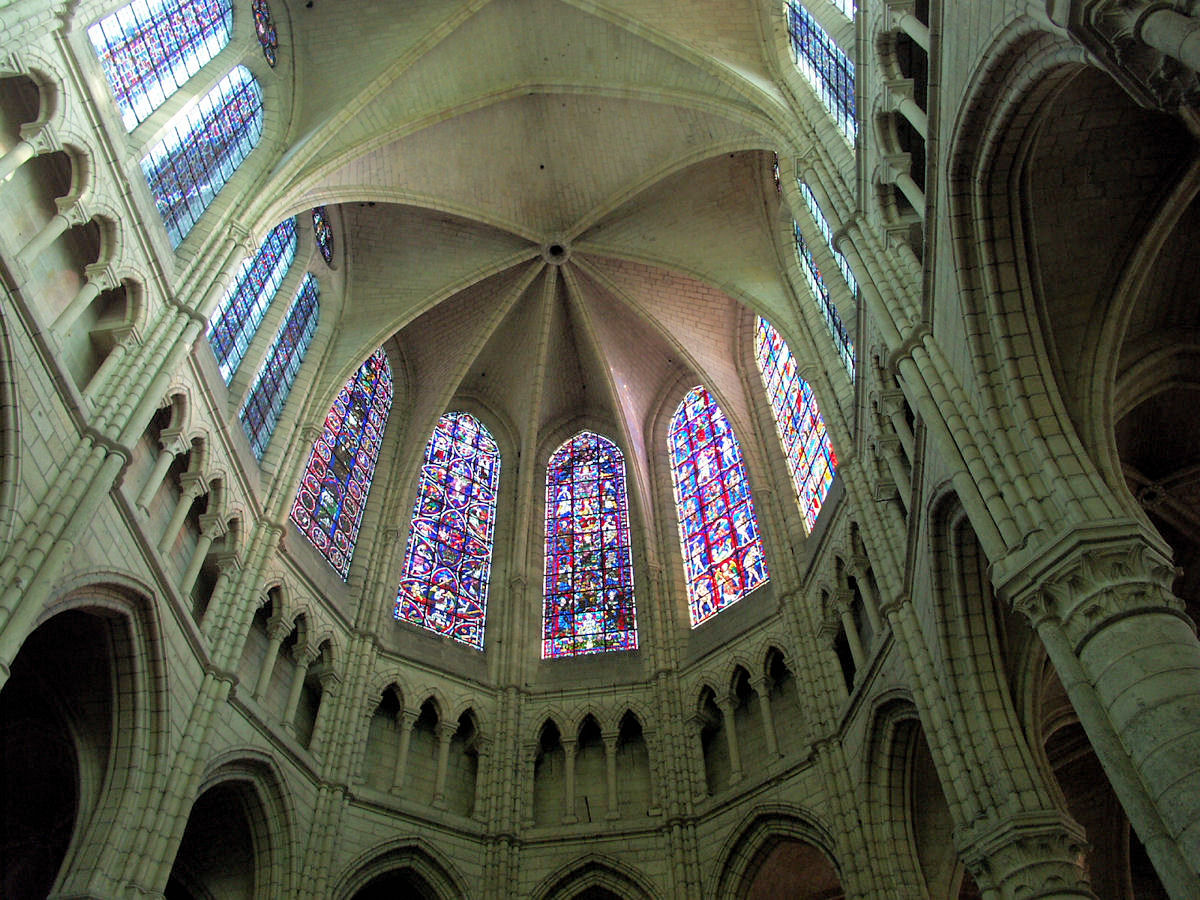
L'abside du chœur et sa voûte.
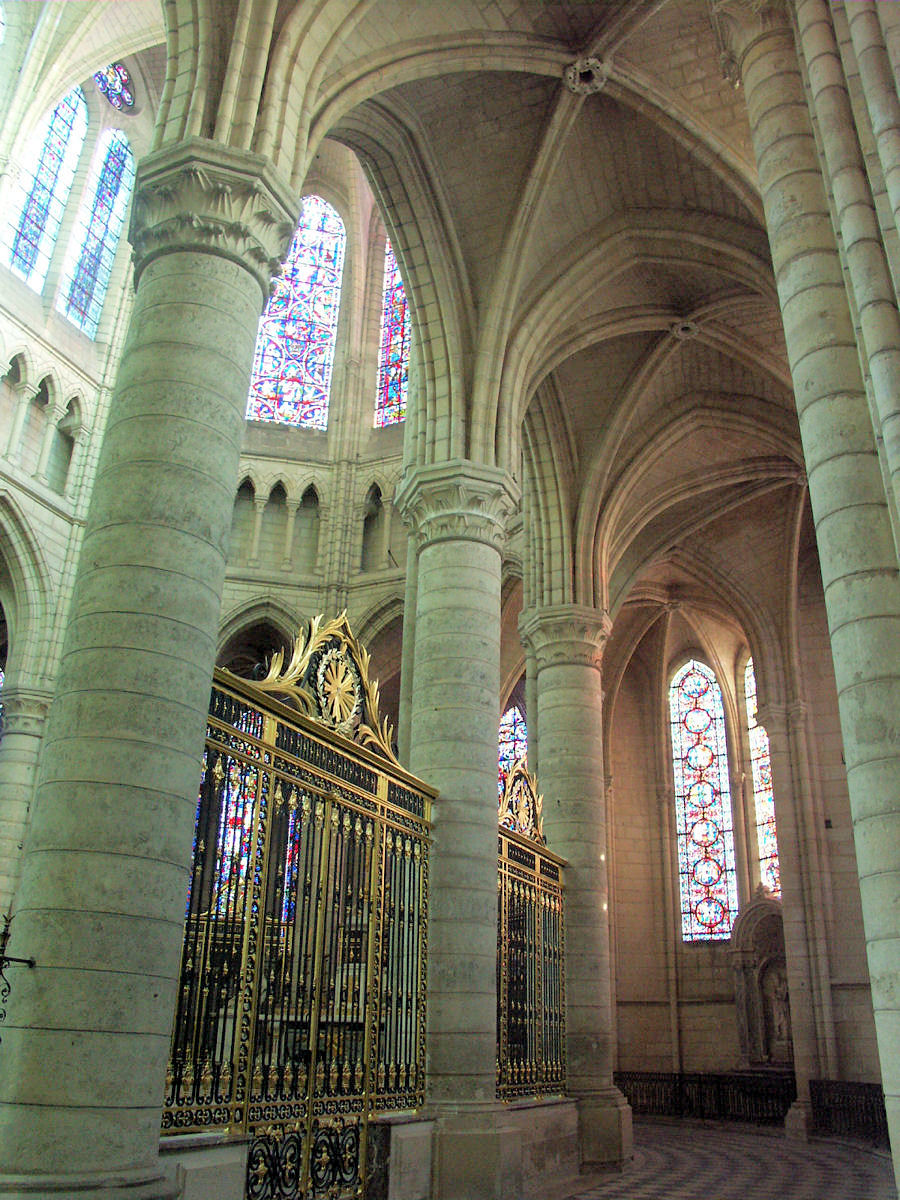
Le déambulatoire du chœur avec la clôture en fer forgé.
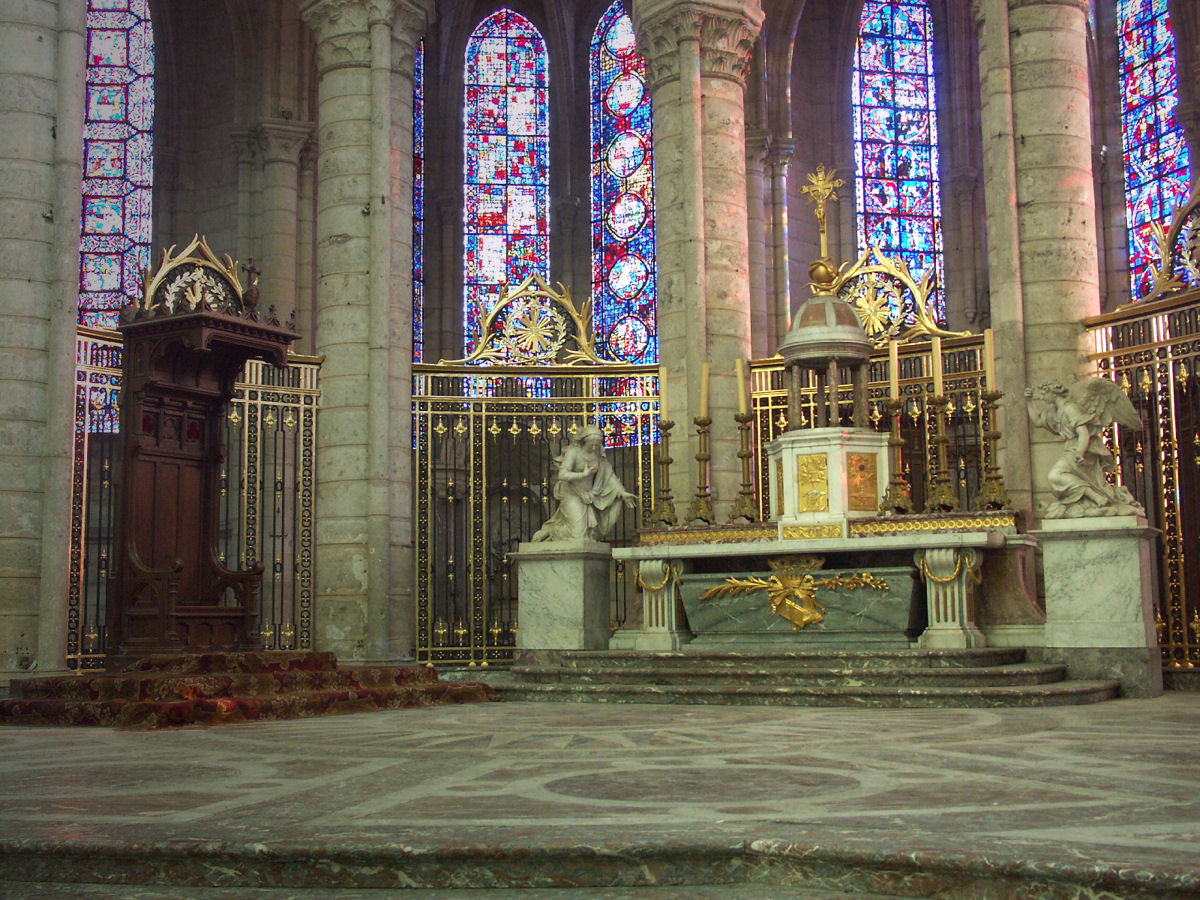
Le maître-autel de la cathédrale entouré de deux statues de marbre blanc de la deuxième moitié du XVIIIe siècle, représentant l'Annonciation, œuvres de Michel-Ange Slodtz. À gauche, la cathèdre.

### L'orgue
Le contrat de construction de l'orgue est accordé en 1949 à Victor Gonzalez. Connu pour ses talents d'harmoniste et l'intérêt qu'il porte à l'orgue néoclassique, il signe là son dernier ouvrage. L'instrument est inauguré en 1956.
Sa traction mécanique, avec machine Barker, est une exception en ces années 1950. Victor Gonzalez est le dernier à faire usage de ce système qui tombera en désuétude après lui. La traction des registres est électrique pour permettre des combinaisons ajustables, de même qu'à la pédale pour autoriser deux séries de jeux en extension (flûtes et bourdon). La composition, établie par Norbert Dufourcq, est presque anachronique pour l'époque : nombreux jeux de fond de 8 pieds sans doute à la demande du titulaire de l'époque, le chanoine Henri Doyen, élève de Louis Vierne.
Vers 1985, l'orgue montre des signes de fatigue importants au niveau de la traction électrique des jeux. Un devis de remise en état fut demandé à la société Danion-Gonzalez qui a conclu à la nécessité d'une restauration totale. L'orgue a été seulement nettoyé et réparé.[Quand ?]
Anne-Marie Barat (1948–1984) succédera comme titulaire au chanoine Doyen. Cet orgue sera illustré par des personnalités musicales de premier plan : Vincent Genvrin, Jean-Michel Louchard, Stéphane Béchy et Vincent Dubois. La titulaire actuelle est Isabelle Fontaine.
Dans la nuit du jeudi 12 janvier 2017, vers 22 h 30, lors de la tempête Egon,, la rosace de la façade ouest s'effondre sous la pression du vent et les débris tombent sur l'orgue, le détruisant en partie et le rendant inutilisable.

#### Composition de l'orgue
L'orgue comporte 3 claviers de 61 notes, un pédalier de 32 notes et 67 jeux. Il possède environ 5 000 tuyaux. Il est placé à 23 m de hauteur, ce qui en fait l'orgue le plus haut-perché de France.
| I. Positif de dos | II. Grand-Orgue | III. Récit expressif | IV. Pédale |
| --- | --- | --- | --- |
| Montre 8' Bourdon 8' Flûte creuse 8' Salicional 8' Prestant 4' Flûte douce 4' Nazard 2 2/3' Quarte de Nazard 2' Tierce 1 3/5' Larigot 1 1/3' Plein Jeu III Cymbale II Trompette 8' Cromorne 8' Clairon 4' | Montre 16' Quintaton 16' Montre 8' Diapason 8' Flûte harmonique 8' Bourdon 8' Prestant 4' Flûte à cheminée 4' Quinte 2 2/3' Doublette 2' Fourniture V Cymbale IV Cornet V Bombarde 16' Trompette 8' Clairon 4' | Bourdon 16' Principal 8' Flûte harmonique 8' Gambe 8' Voix céleste 8' Cor de nuit 8' Principal 4' Flûte 4' Nazard 2 2/3' Flageolet 2' Tierce 1 3/5' Piccolo 1' Plein Jeu V Cymbale IV Bombarde 16' Trompette 8' Hautbois 8' Régale 8' Clairon 4' Tremblant | Flûte (ext) 32' Soubasse (ext) 32' Principal 16' Flûte 16' Soubasse 16' Principal 8' Flûte (ext) 8' Bourdon (ext) 8' Principal 4' Flûte (ext) 4' Flûte 2' Cornet IV Plein Jeu V Bombarde 16' Trompette 8' Clairon 4' Clairon 2' |

Traction mécanique assistée de machines Barker pour les trois claviers manuels
Traction électrique pour la pédale, les registres et la boîte expressive
Accouplements : POS/GO, REC/GO, REC/POS
Tirasses : GO/PED, REC/PED, POS/PED
Appel de mixtures et anches pour chaque clavier
Tutti fonds, mixtures, anches
Combinaisons ajustables : 6

### Les vitraux
La cathédrale de Soissons ne conserve qu'une partie de son programme vitré d'origine à la suite des dégâts et destructions provoqués par les guerres de religion, la modification du décor de la cathédrale au xviiie siècle, l'explosion de la poudrière du bastion Saint-Remi et les bombardements de la Première Guerre mondiale. Les vitraux conservés sont regroupés principalement dans les baies du chevet ainsi que dans la rose du bras nord du transept. Plusieurs verrières sont ajoutées au fil des siècles, jusque très récemment dans les petites roses des baie hautes du chœur qui reçoivent en 2023 deux nouveaux médaillons.
Les vitraux du Moyen Âge datent en majeure partie du premier quart du xiiie siècle et concernent avant-tout ceux des chapelles rayonnantes et des fenêtres hautes du chœur. La rose nord, plus tardive, date du tournant du xive siècle. Selon l'obituaire du chapitre de la cathédrale, le roi Philippe Auguste participa au financement de la baie d'axe (no 100) à hauteur de trente livres parisis, de même que la comtesse Éléonor de Vermandois, nièce d'Aliénor d'Aquitaine, de l'évêque Aymard de Provins et du chanoine Hubert de Cuignère.

#### Vitraux de la nef

##### Rose occidentale

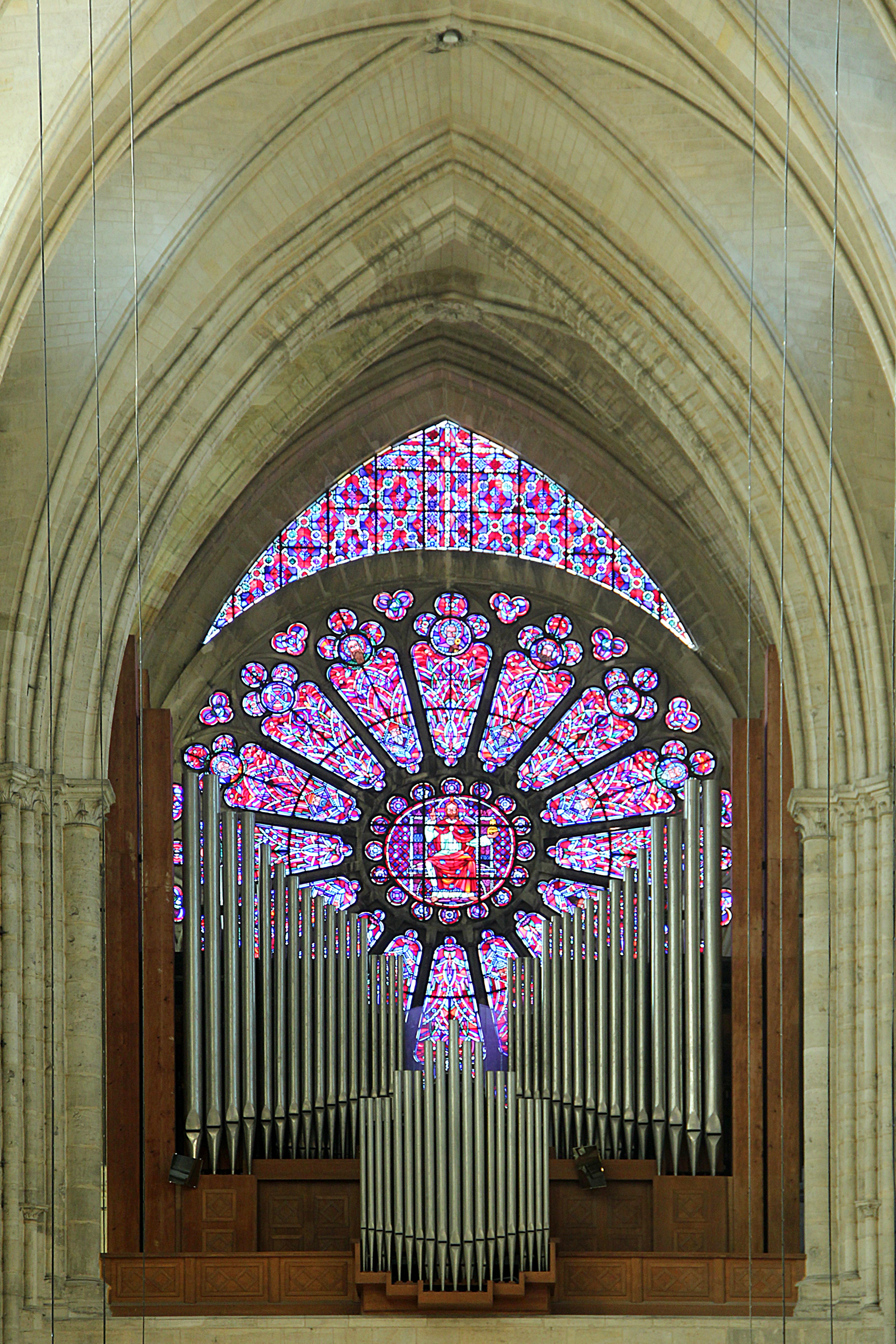
Rose occidentale

La rose d'origine, datant du Moyen Âge et lourdement endommagée par l'explosion de la poudrière du bastion Saint-Remi, fut détruite sous les bombardements de la Première Guerre mondiale. Durant l'entre-deux guerre, l'atelier Gaudin est chargé de la création d'une nouvelle rose. Réalisée en 1931 dans un style art déco, la verrière représente un Christ en gloire entouré de prophètes et d'apôtres.

##### Chapelle du Sacré-cœur
La verrière d'origine de la chapelle du Sacré-cœur n'est pas connue. Une deuxième, censée représenter le culte du Sacré-cœur est commandée à Édouard Didron par l'évêque Odon Thibaudier et l'archiprêtre Jean-Baptiste Guyenne. Elle est installée en 1879 puis détruite sous les bombardements de la Première Guerre mondiale avant d'être remplacée en 1931 par une verrière à losanges réalisée par l'atelier Gaudin comprenant les armoiries épiscopales des évêques Jean-Joseph Languet de Gergy et Ernest Mennechet ainsi qu'un médaillon représentant le Sacré-cœur.

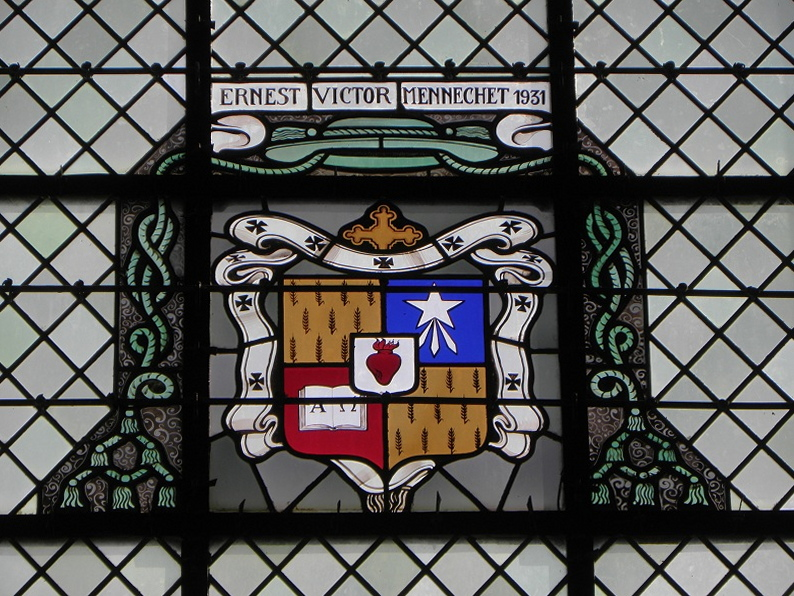
Armes de l'évêque Monseigneur Mennechet
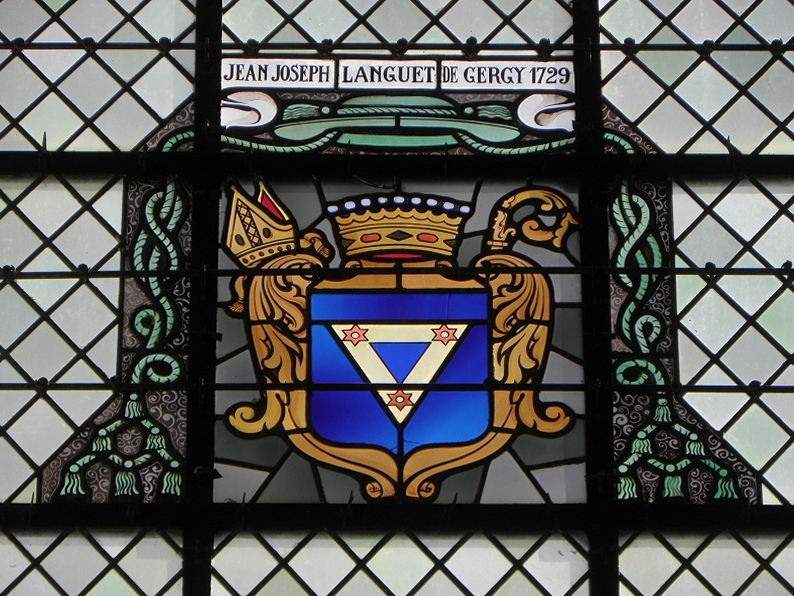
Armes de l'évêque Monseigneur Languet de Gergy

#### Vitraux du Transept

##### Rose nord

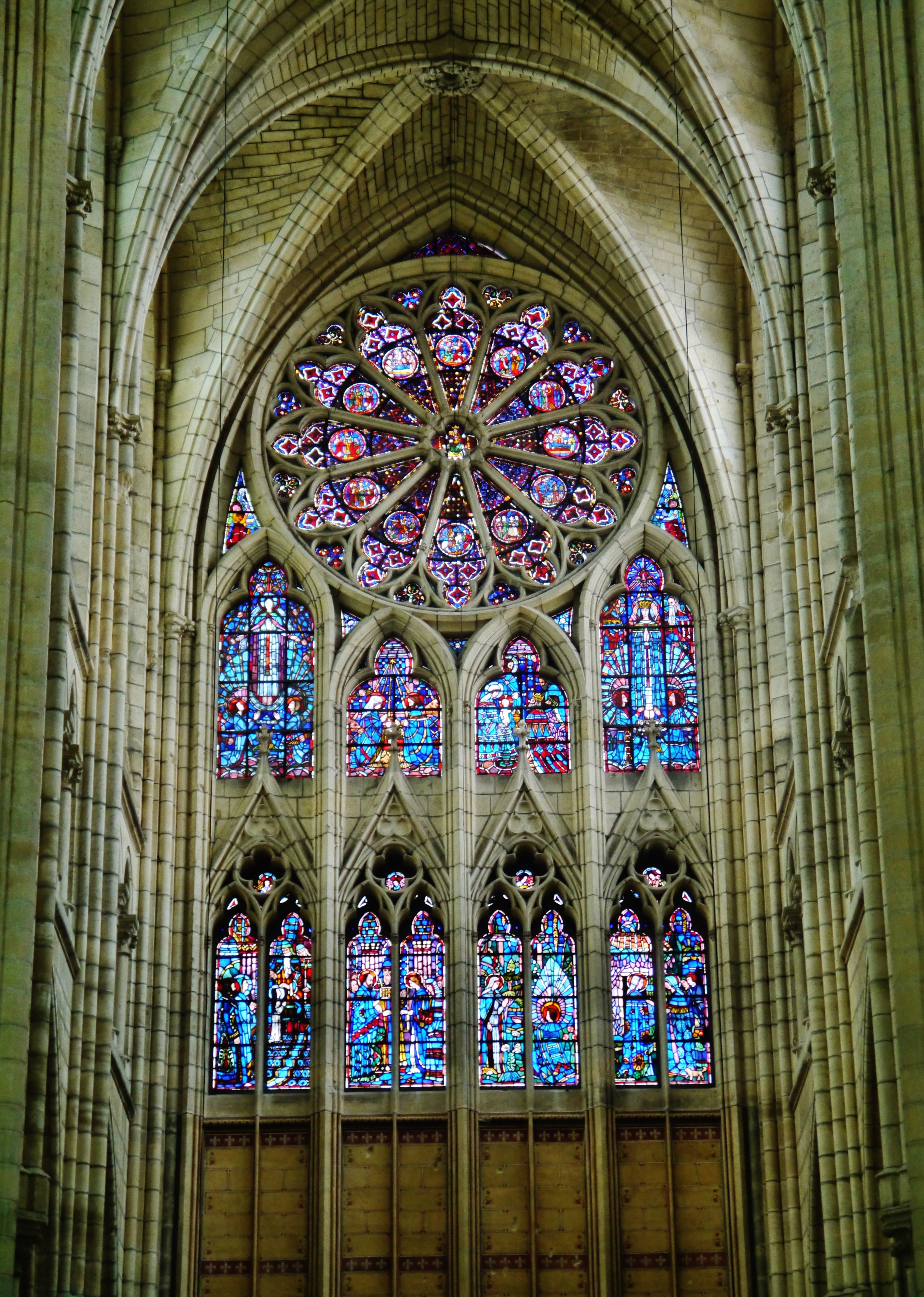
Rose septentrionale

La rose du bras nord du transept date du tournant du xive siècle. Elle comprend à la fois la grande rose ainsi que les lancettes situées en dessous. Ces dernières ayant disparu, les verrières actuelles datent de l'entre-deux guerre et sont réalisées par l'atelier Gaudin tandis que la restauration de la rose, durement touchée pendant la Première Guerre mondiale, est confiée à l'atelier Daumont-Tournel. L'ensemble, reposé en 1926, représente des épisodes de la vie de la Vierge.

##### Verrière à grisailles

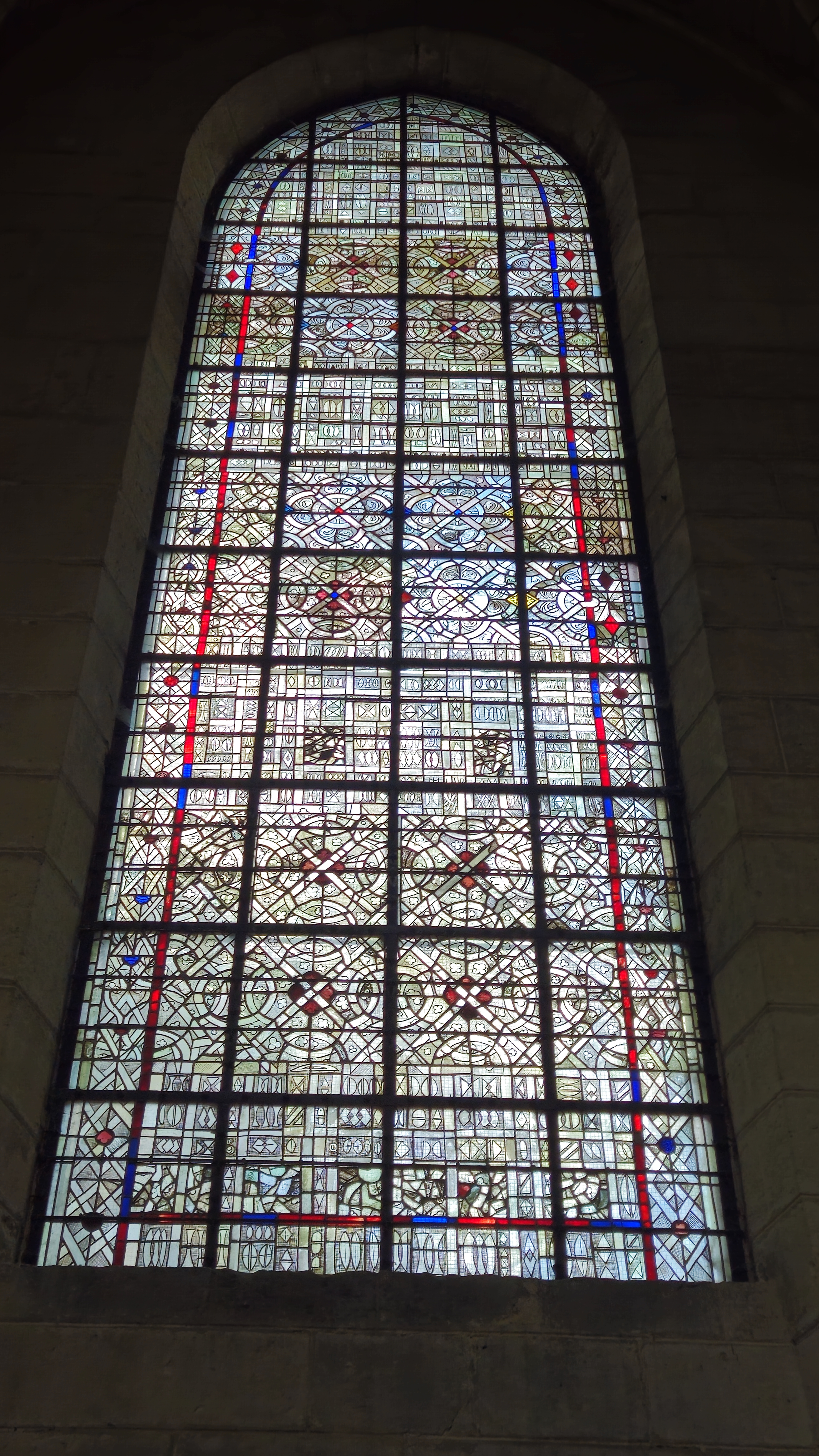
Verrière à grisaille

La verrière basse immédiatement attenante au côté ouest du mur pignon est composée de panneaux hétéroclites à décors de rinceaux datant du Moyen Âge et du xixe siècle, ainsi que de compléments du xxe siècle aux formes abstraites incolores, réalisés par l'atelier d'Anne et Guy Le Chevallier. Les panneaux antérieurs au xxe siècle ornaient, à l'origine, les baies hautes de la nef mais aussi potentiellement les fenêtres des anciennes églises abbatiales Saint-Jean-des-Vignes et Saint-Yved de Braine. Pendant la Première Guerre mondiale, les verrières sont lourdement touchées, et les fragments restants sont insérés dans leur fenêtre actuelle en 1988, accompagné des compléments abstraits.

#### Vitraux du chevet

##### Vitraux du chœur
Le chœur de la cathédrale de Soissons est éclairé par plusieurs verrières colorées datant du Moyen Âge et du xxe siècle réparties dans les baies hautes du rond-point et des travées. Dans les baies hautes du rond-point se trouvent cinq verrières médiévales datant du tournant du xiiie siècle représentant de gauche à droite :

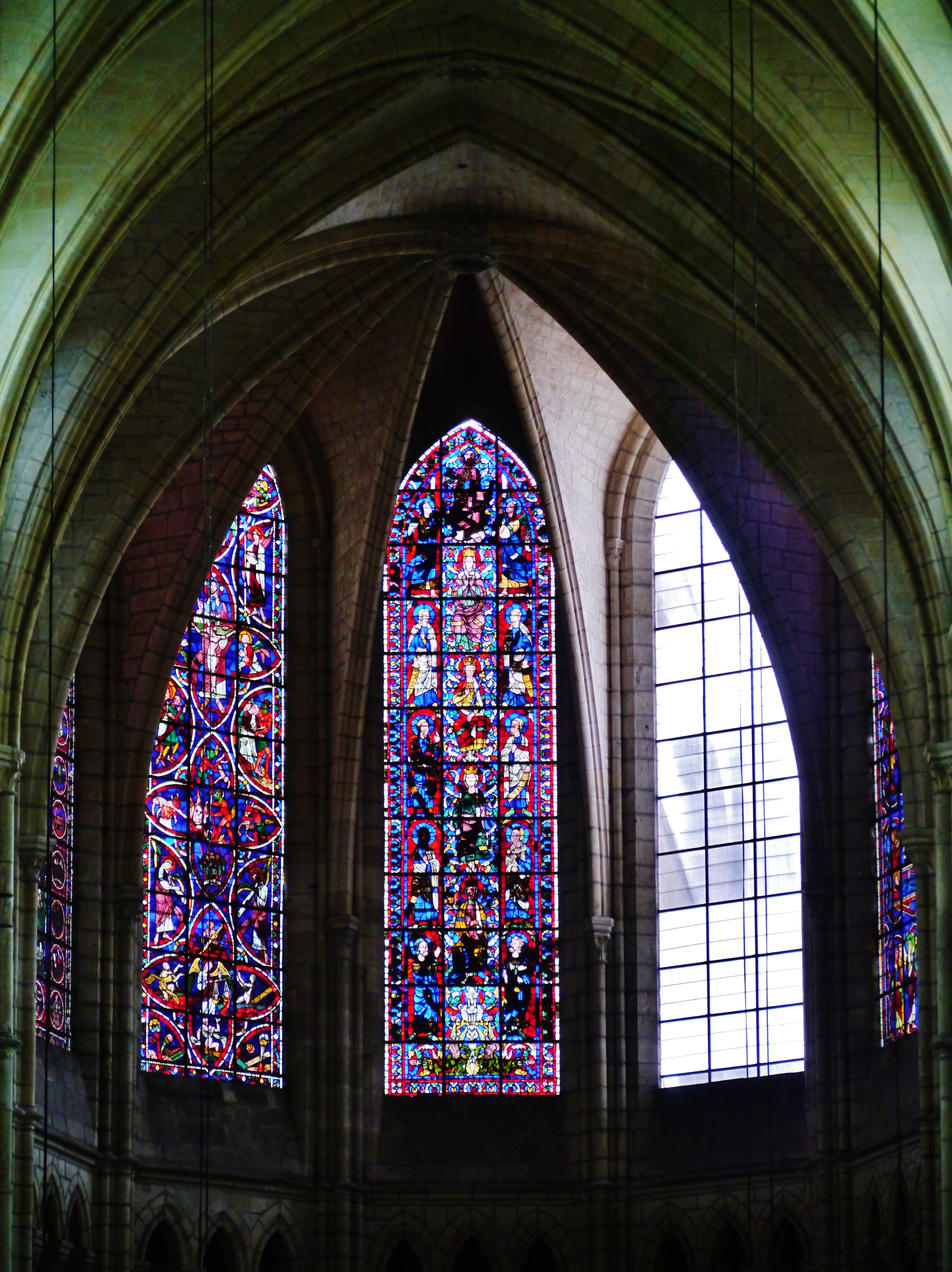
Verrières du rond-point

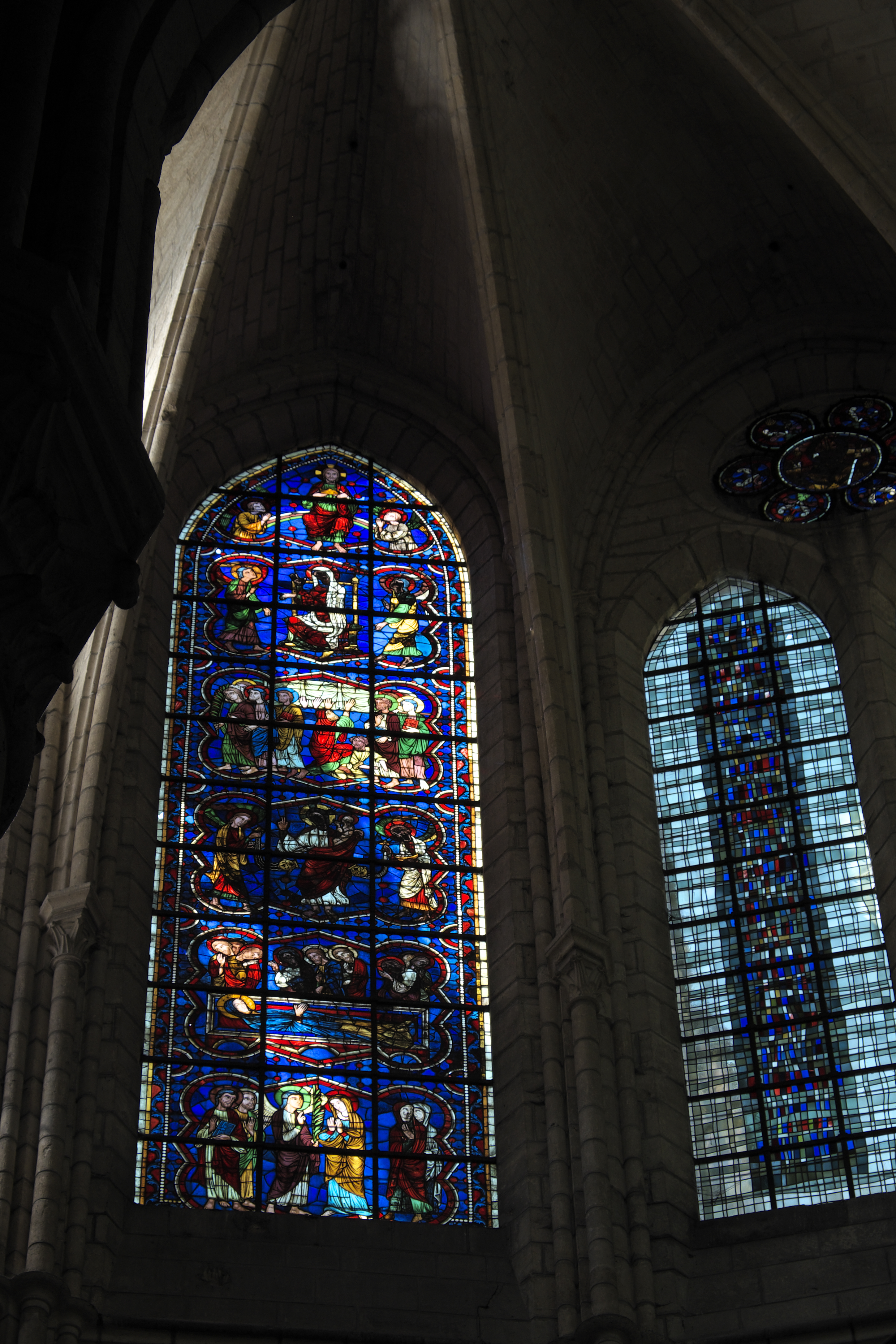
Verrières du rond-point et d'une travée

- Les ancêtres du Christ, le Zodiaque, les arts libéraux et les travaux des mois;
- Le Jugement dernier;
- Un Arbre de Jessé;
- La Chute;
- La mort et la glorification de la Vierge;

Les baies hautes du chœur contiennent dans plusieurs lancettes des verrières abstraites réalisées par l'atelier Jacques Le Chevalier, et dans les petites roses des vitraux médiévaux représentant des rois, des allégories des vertus couronnées et des évêques.

##### Chapelles rayonnantes
Les chapelles rayonnantes du chevet comportent chacune trois lancettes.
- La chapelle Saint-Valère contient trois verrières dédiées à la vie de saint Gilles. Seul le vitrail central conserve encore des éléments du xiiie siècle, le reste est réalisé au xixe siècle par l'atelier Félix Gaudin;
- Les vitraux de la chapelle Saint-Paul, datant en majeure partie du xixe siècle et réalisées par l'atelier Félix Gaudin, sont dédiés aux saints Crépin et Crépinien;
- La chapelle de la Vierge abrite deux verrières du xiiie siècle avec à gauche une verrière comportant des scènes de la vie de Moïse et au centre une verrière représentant des épisodes de la vie de Judith;
- Les fenêtres de la chapelle Saint-Pierre contiennent trois verrières abstraites du xxe siècle réalisées par l'atelier Le Chevallier en 1970. Elles représentent de gauche à droite des scènes de l'Ancien Testament, l’Église contemporaine et des scènes de la vie du Christ;
- Les verrières de la chapelle Saint-Rufin date en majeure partie du xixe siècle et du xxe siècle, et ont été respectivement réalisées par l'atelier Félix Gaudin et Le Chevallier. De gauche à droite se trouvent la verrière des saints Laurent, Gervais et Protais, et celles des saints Sixte et Sinice.

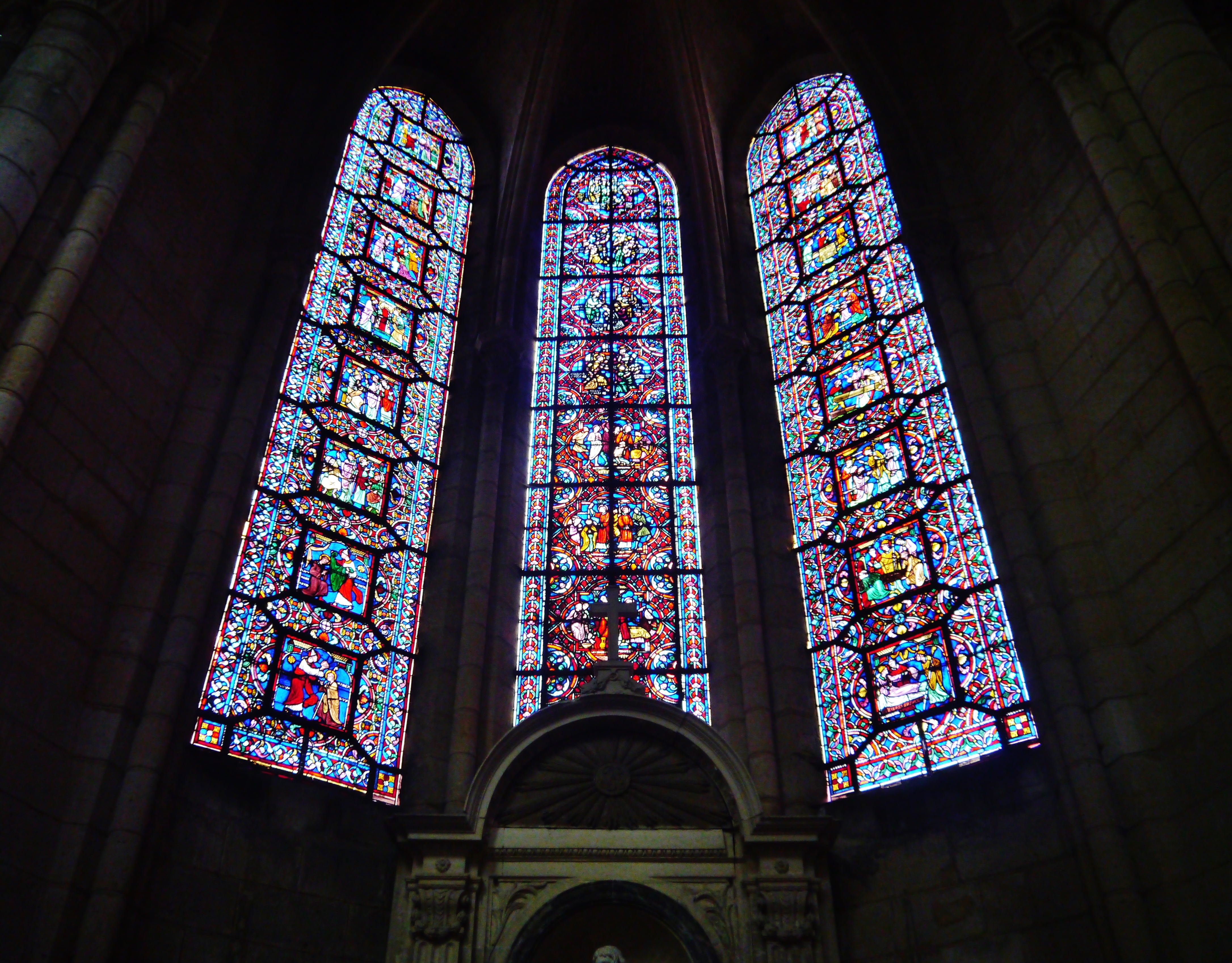
Verrières de la chapelle Saint-Rufin
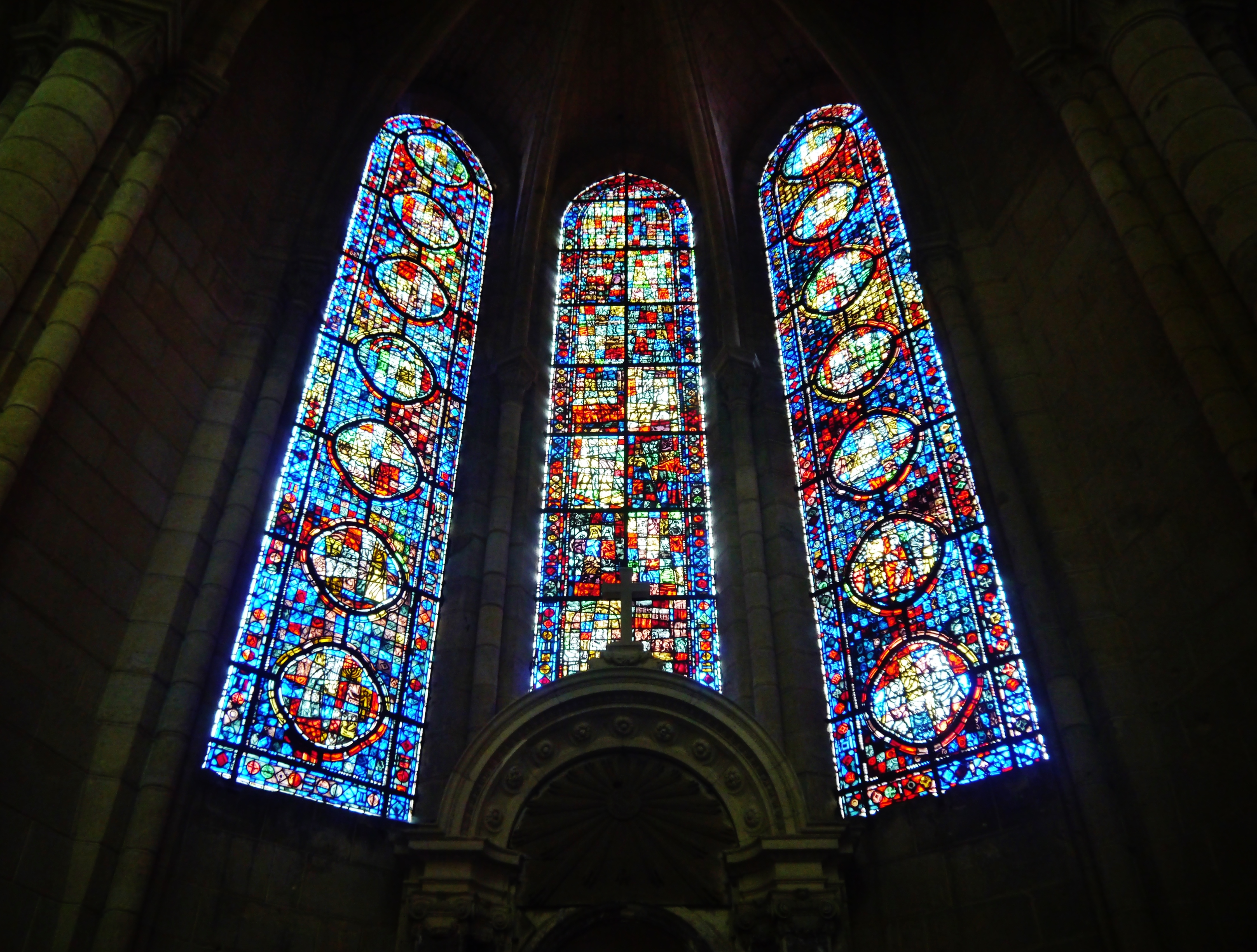
Verrières de la chapelle Saint-Pierre
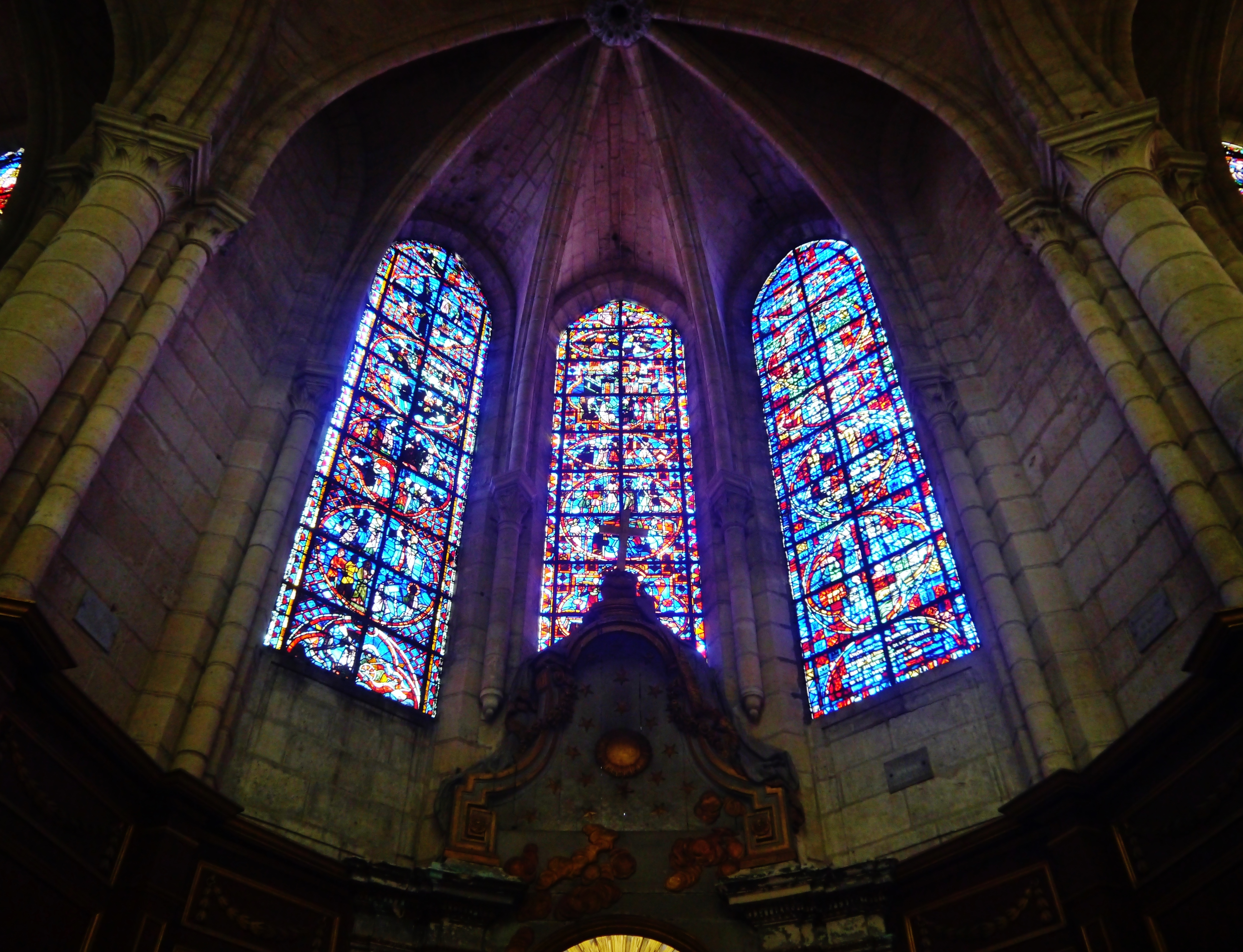
Verrières de la chapelle de la Vierge
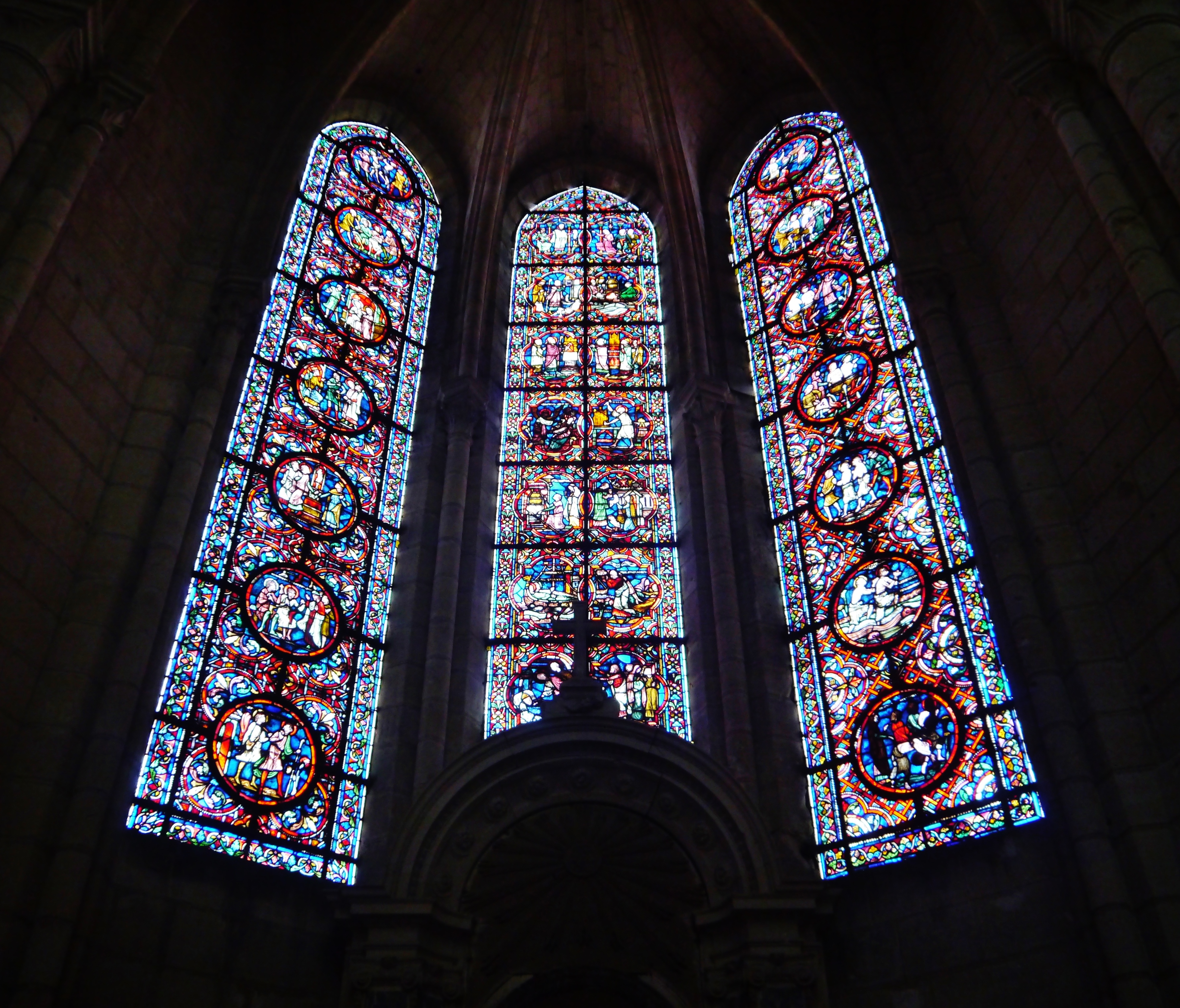
Verrières de la chapelle Saint-Paul
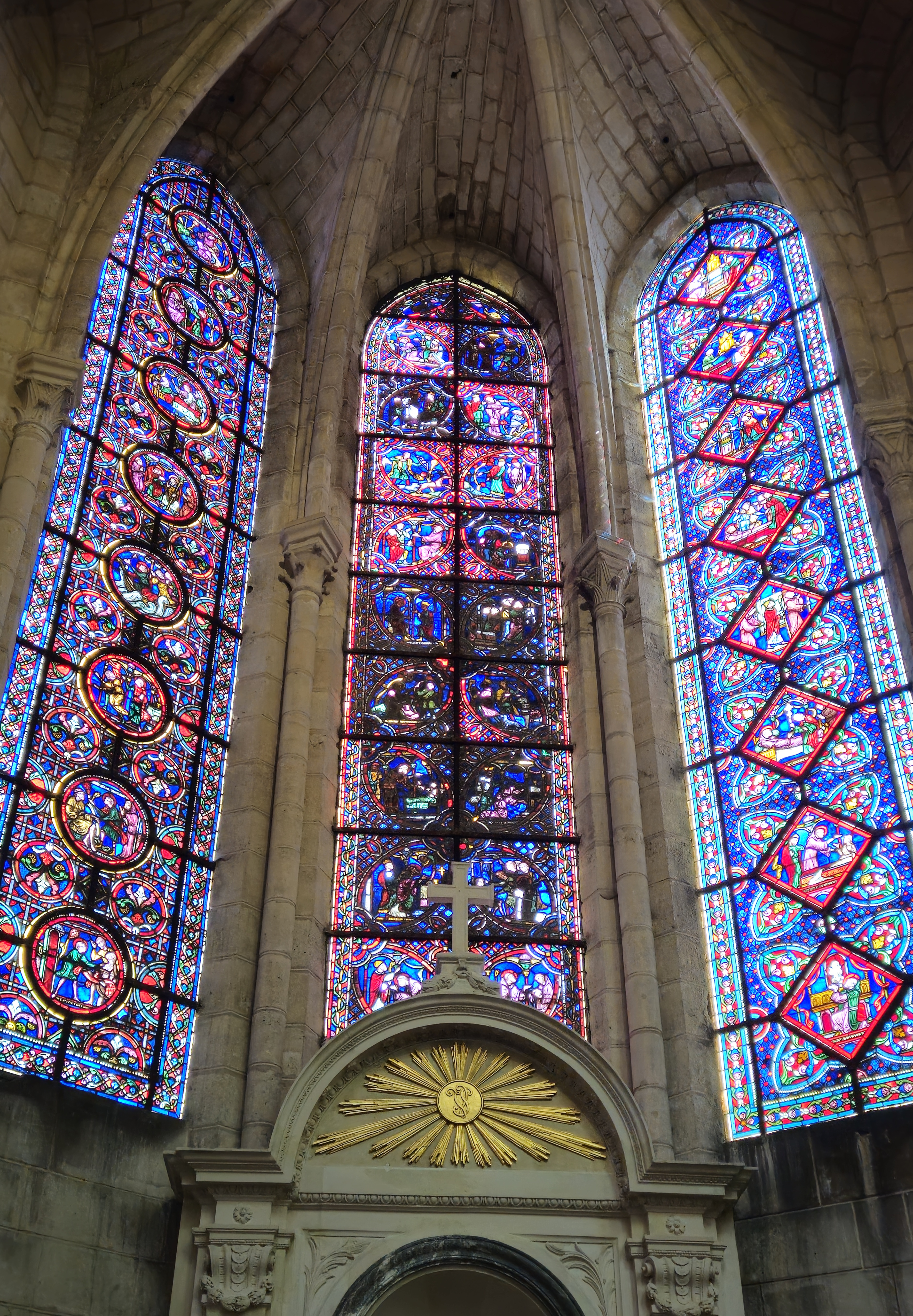
Verrières de la chapelle Saint-Valère